# Африка
А́фрика — второй по площади материк после Евразии, омывается Средиземным морем с севера, Красным — с северо-востока, Атлантическим океаном с запада и Индийским океаном с востока, и обоими океанами с юга, с разделением по 20° в. д.
Африкой называется также часть света, состоящая из материка Африка и прилегающих островов. Площадь Африки без островов составляет 29,2 млн км², с островами — около 30,3 млн км², покрывая, таким образом, 6 % общей площади поверхности Земли и 20,4 % поверхности суши. По площади Африка на 32 % меньше Азии и Америки, являясь после них третьей по величине частью света. На территории Африки расположено 55 государств (включая зависимые территории). Население составляет 1,5 млрд. чел. (2024 год около 21 % населения Земли) и, таким образом, сравнимо с самыми населёнными государствами мира — Китаем и Индией.
Африка считается прародиной человечества: именно здесь нашли самые древние останки рода Homo и вида Homo sapiens, и его вероятных предков, включая сахелантропов, Australopithecus africanus, A. afarensis, Homo erectus, H. habilis и H. ergaster.
Африканский континент пересекает экватор и имеет много климатических зон; это единственный континент, протянувшийся от северного субтропического климатического пояса до южного субтропического. Из-за недостатка постоянных осадков и орошения — равно как ледников или водоносного горизонта горных систем — естественного регулирования климата нигде, кроме побережий, практически не наблюдается.
Изучением культурных, экономических, политических и социальных проблем Африки занимается наука африканистика.

## Этимология
Изначально словом «афри» жители древнего Карфагена называли людей, обитавших недалеко от города. Это название обычно выводят из финикийского afar, что значит «пыль». После завоевания Карфагена римляне назвали провинцию Африкой (лат. Africa). Позднее Африкой стали называть и все известные регионы этого континента, а потом и сам континент. Другая теория гласит, что название народа «афри» происходит от берберского ifri — «пещера», имея в виду пещерных жителей. Этот корень сохранила в своём названии возникшая позже на этом месте мусульманская провинция Ифрикия.
Есть и другие версии происхождении топонима.
- Еврейский историк I века н. э. Иосиф Флавий утверждал, что это название происходит от имени внука Авраама — Ефера (Быт. 25:4), чьи потомки заселили Ливию.
- Латинское слово aprica, означающее «солнечный», упомянуто в «Этимологиях» Исидора Севильского (VII век), том XIV, раздел 5.2.
- Версию о происхождении названия от греческого слова αφρίκη, что означает «без холода», предложил арабский географ первой половины XVI века Лев Африканский. Он предполагал, что слово φρίκη («холод» и «ужас»), соединённое с отрицательным префиксом α-, обозначает страну, где нет ни холода, ни ужаса.
- Джеральд Мэсси, поэт и египтолог-самоучка, в 1881 году выдвинул версию о происхождении слова из египетского af-rui-ka, «поворачиваться лицом к отверстию Ка». Ка — это энергетический дубль каждого человека, и «отверстие Ка» означает лоно или место рождения. Африка, таким образом, для египтян означает «родину»[5].
- По мнению палеонтолога и писателя И. Ефремова, слово «Африка» пришло из языка Древнего Египта (Та-Кем) (др.-греч. «Афрос» — пенная страна). Это связано со столкновением нескольких видов течений, которые образуют пену при приближении к континенту в Средиземном море.

## Крайние точки
- Северная — мыс Бен-Секка (Рас-Энгела, Эль-Абъяд) 37°20′28″ с. ш. 9°44′48″ в. д.
- Южная — мыс Игольный (Агульяс) 34°49′43″ ю. ш. 20°00′10″ в. д.
- Западная — мыс Альмади 14°44′27″ с. ш. 17°31′48″ з. д.
- Восточная — мыс Рас-Хафун 10°27′00″ с. ш. 51°24′00″ в. д.

Таким образом Африка имеет протяжённость с севера на юг — 8103 км, с запада на восток — 7385 км.

## История

### Доисторический период

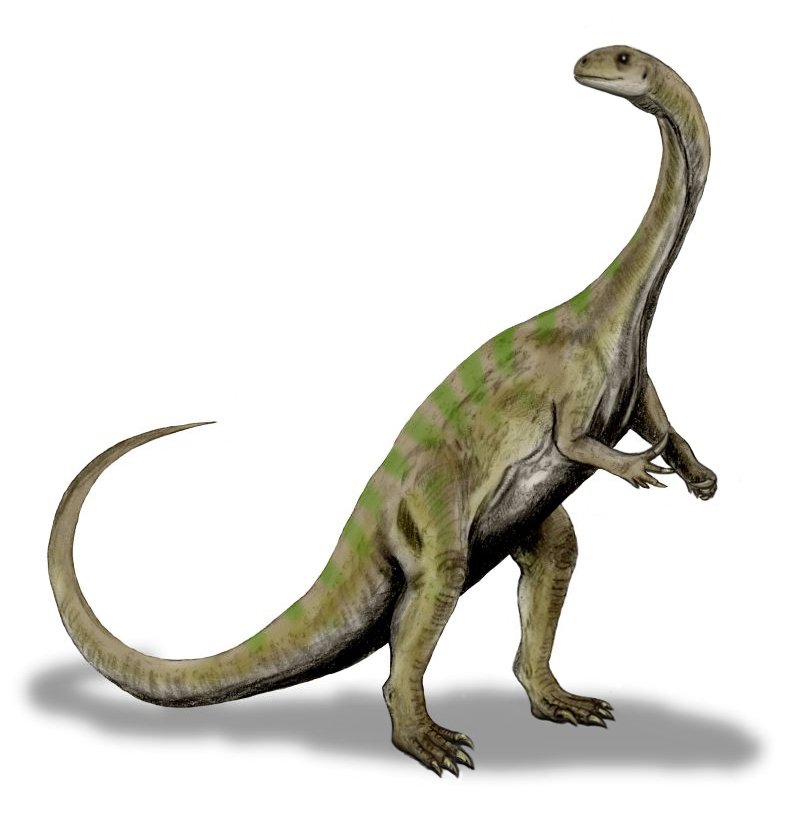
Массоспондил, растительноядный динозавр раннего юрского периода, обитавший в Африке

В начале мезозойской эры, когда Африка входила в состав единого континента Пангея, и до конца триасового периода в этом регионе доминировали тероподы и примитивные птицетазовые. Проведённые раскопки, относящиеся к концу триасового периода, свидетельствуют о большей заселённости юга материка, а не севера.

#### Происхождение человека
Среди теорий антропогенеза, с 1980-х гг. наиболее авторитетной считается теория африканского происхождения человека, согласно которой возникновение человека произошло в Африке. Здесь появились первые прямоходящие приматы — австралопитековые, из которых здесь же выделился род Homo, а 280—100 тыс. лет назад появился вид человек разумный (Homo sapiens).
Здесь нашли самые древние останки вероятных предков вида Homo sapiens, включая сахелантропов, Australopithecus africanus, A. afarensis, Homo erectus, H. habilis и H. ergaster.
120—100 тыс. лет назад Homo sapiens в Африке стали анатомически идентичны современному человеку, а 90-70 тысяч лет назад стали расселяться за пределами Африки — первоначально по Азии, а затем и по другим континентам, частично смешиваясь с ранее вышедшими из Африки другими видами рода Homo — неандертальцами и денисовцами.

#### Африка в период каменного века

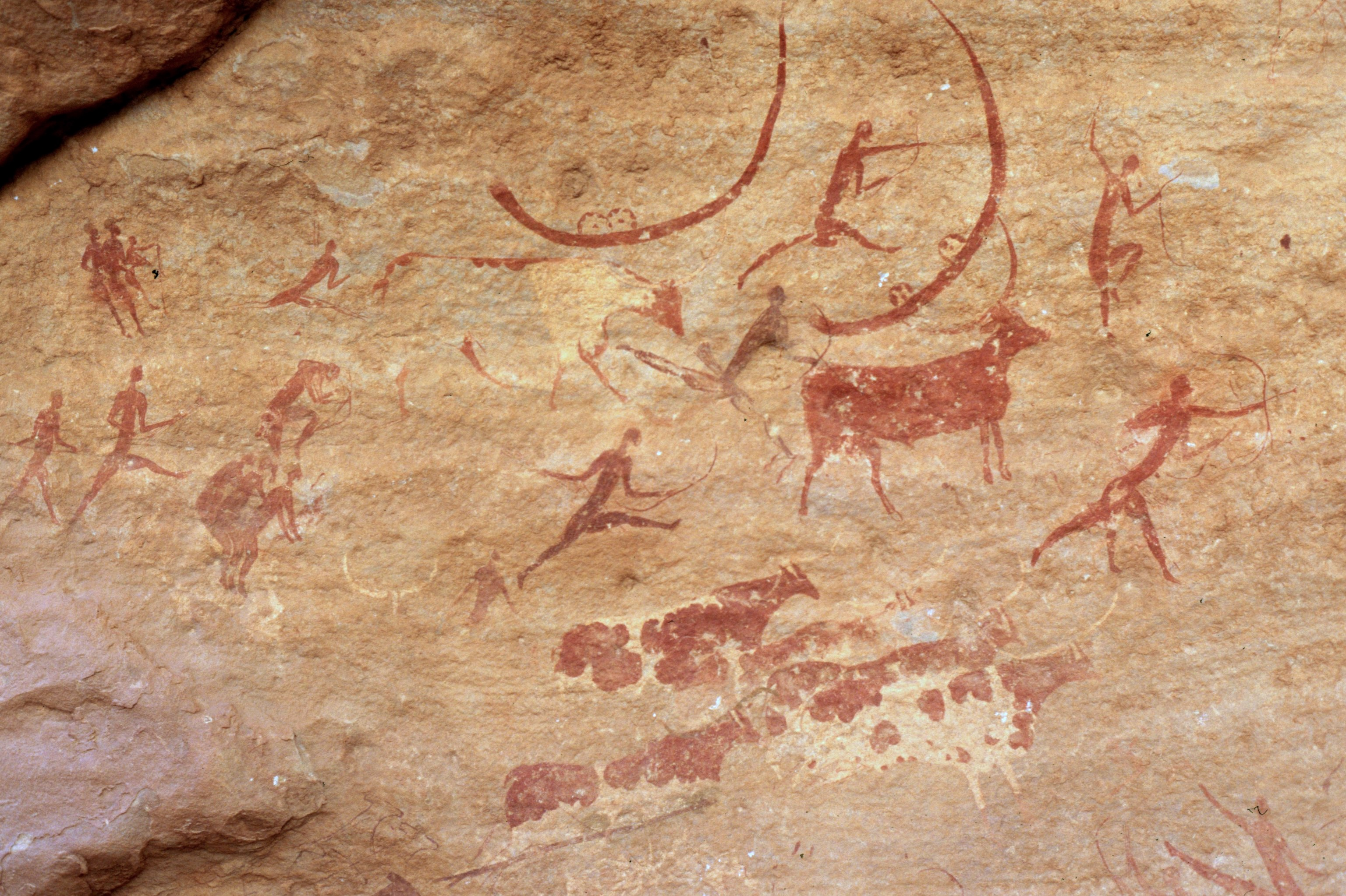
Наскальная живопись в Тассилин-Аджер в алжирской Сахаре

Древнейшие археологические находки, свидетельствующие об обработке зерна в Африке, датированы 13-м тысячелетием до н. э. Скотоводство в Сахаре (ещё не превратившейся в пустыню) началось ок. 7500 года до н. э., а организованное сельское хозяйство в районе Нила появилось в 6-м тысячелетии до н. э.
В Сахаре, бывшей тогда плодородной территорией, обитали группы охотников-рыболовов, об этом свидетельствуют археологические находки. По всей Сахаре (нынешние Алжир, Ливия, Египет, Чад и др.) обнаружено множество петроглифов и наскальных росписей, датируемых от 6000 года до н. э. до VII века н. э. Наиболее известным памятником первобытного искусства Северной Африки является плато Тассилин-Аджер.
Помимо группы сахарских памятников, наскальная живопись также встречается в Сомали и ЮАР (древнейшие рисунки датируются 25-м тысячелетием до н. э.).
Лингвистические данные показывают, что этносы, говорящие на языках банту (коса, зулу и др.), мигрировали в юго-западном направлении, вытеснив оттуда койсанские народы, (см. бушмены, готтентоты и др.). В поселениях банту обнаружен характерный набор зерновых культур, подходящих для тропической Африки, включая маниоку и ямс.
Небольшое количество этнических групп, например бушмены, продолжают вести примитивный образ жизни, занимаясь охотой, собирательством, как и их предки несколько тысячелетий назад.

### Древняя Африка

#### Северная Африка

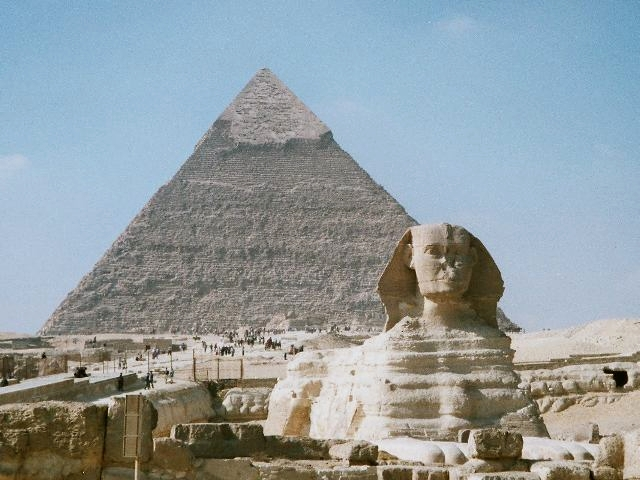
Пирамида Хафры и Великий Сфинкс на плато Гиза

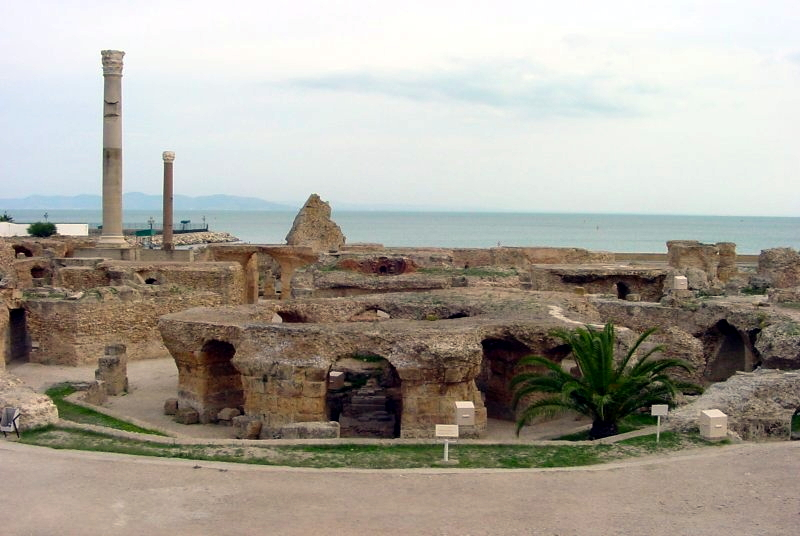
Руины Карфагена

К 6—5-му тысячелетиям до н. э. в долине Нила сформировались земледельческие культуры (Тасийская культура, Фаюмская культура, Меримде), на основе которых в 4-м тысячелетии до н. э. возник Древний Египет. К югу от неё, также на Ниле, под её влиянием сформировалась керма-кушитская цивилизация, сменившаяся во 2-м тысячелетии до н. э. нубийской (государственное образование Напата). На его обломках образовались Алоа, Мукурра, Набатейское царство и др., находившиеся под культурным и политическим влиянием Эфиопии, коптского Египта и Византии.
На севере Эфиопского нагорья под влиянием южноаравийского Сабейского царства возникла эфиопская цивилизация: в V веке до н. э. выходцами из Южной Аравии образовано Эфиопское царство, во II—XI веках н. э. существовало Аксумское царство, на основе которого сложилась христианская Эфиопия (XII—XVI века). Эти очаги цивилизации были окружены скотоводческими племенами ливийцев, а также предками современных кушито- и нилотоязычных народов.
В результате развития коневодства (появившегося в первые века н. э.), а также верблюдоводства и оазисного земледелия в Сахаре появились торговые города Телги, Дебрис, Гарама, возникло ливийское письмо.
На средиземноморском побережье Африки в XII—II веках до н. э. процветала финикийско-карфагенская цивилизация. Соседство карфагенской рабовладельческой державы оказывало воздействие на ливийское население. К IV в. до н. э. сложились крупные союзы ливийских племён — мавретанцев (современное Марокко до нижнего течения реки Мулуя) и нумидийцев (от реки Мулуя до карфагенских владений). К III веку до н. э. сложились условия для образования государств (см. Нумидия и Мавретания).
После разгрома Карфагена Римом его территория стала римской провинцией Африка. Восточная Нумидия в 46 г. до н. э. была превращена в римскую провинцию Новая Африка, а в 27 г. до н. э. обе провинции были объединены в одну, управлявшуюся проконсулами. Мавретанские цари стали вассалами Рима, а в 42 году страна была поделена на две провинции: Мавретанию Тингитанскую и Мавретанию Цезарейскую.
Ослабление Римской империи в III веке вызвало кризис и в провинциях Северной Африки, что способствовало успеху вторжений варваров (берберов, готов, вандалов). При поддержке местного населения варвары свергли власть Рима и образовали в Северной Африке несколько государств: королевство вандалов, берберское царство Джедар (между Мулуей и Оресом) и ряд более мелких берберских княжеств.
В VI веке Северная Африка была завоёвана Византией, но позиции центрального правительства были непрочны. Африканская провинциальная знать нередко вступала в союзнические отношения с варварами и другими внешними врагами империи. В 647 году карфагенский экзарх Григорий (двоюродный племянник императора Ираклия I), воспользовавшись ослаблением императорской власти вследствие ударов арабов, отложился от Константинополя и провозгласил себя императором Африки. Одним из проявлений недовольства населения политикой Византии стало широкое распространение ересей (арианство, донатизм, монофизитство). Союзником еретических движений стали арабы-мусульмане. В 647 году арабские войска разбили армию Григория в сражении при Суфетуле, что привело к отторжению от Византии Египта. В 665 году арабы повторили нашествие на Северную Африку и к 709 году все африканские провинции Византии вошли в состав Арабского Халифата (подробнее см. Арабские завоевания).

#### Африка южнее Сахары

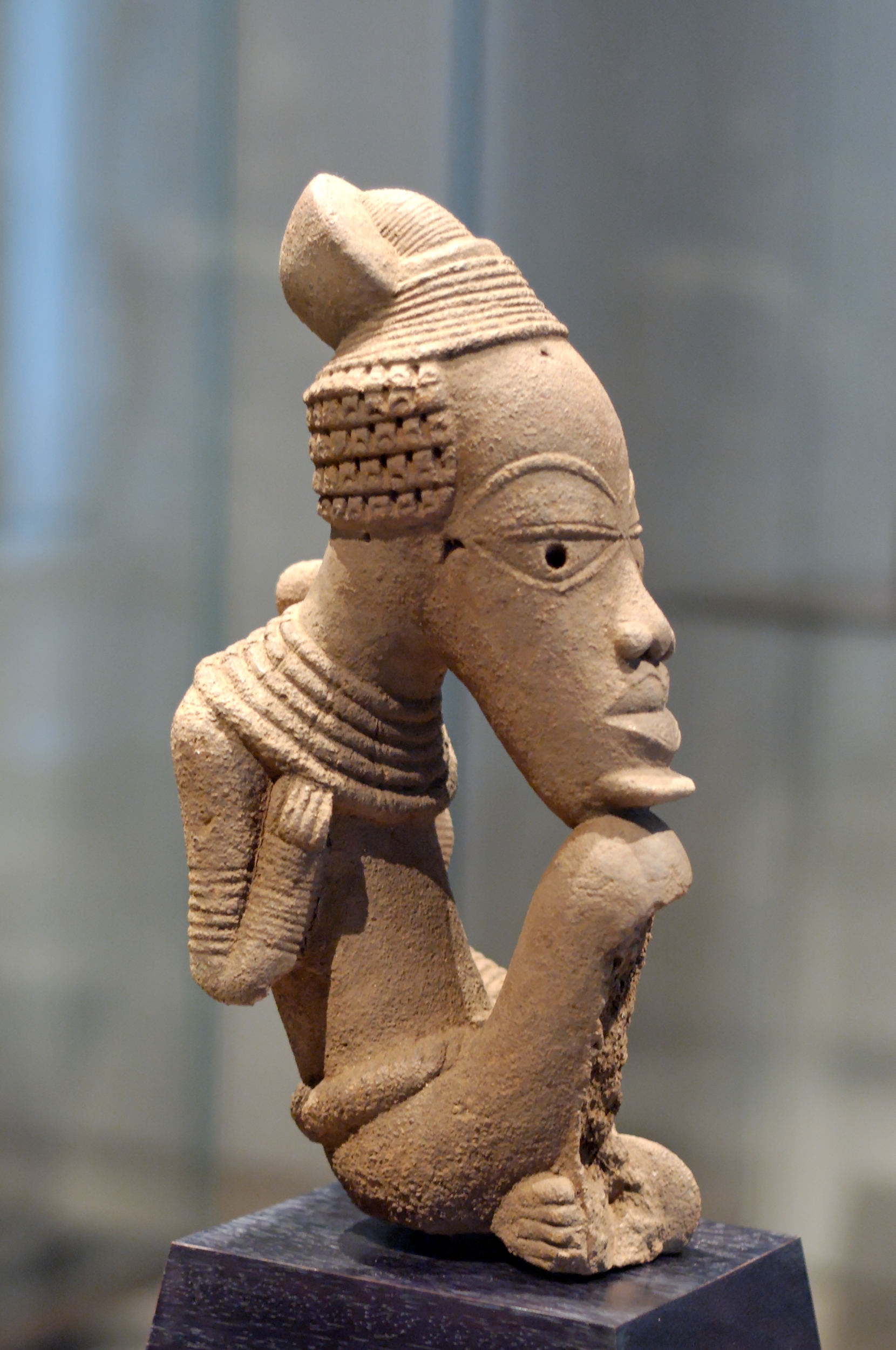
Терракотовая статуэтка, культура Нок, VI век до н. э. — VI век н. э., Нигерия

В Африке южнее Сахары в 1-м тысячелетии до н. э. повсеместно распространилась железная металлургия. Это способствовало освоению новых территорий, прежде всего — тропических лесов, и стало одной из причин расселения по большей части Тропической и Южной Африки бантуязычных народов, вытеснивших к северу и югу представителей эфиопской и капоидной рас.
Очаги цивилизаций Тропической Африки распространялись в направлении с севера на юг (в восточной части континента) и отчасти с востока на запад (особенно в западной части).
Арабы, проникнувшие в Северную Африку в VII веке, вплоть до появления европейцев, стали основными посредниками между Тропической Африкой и остальным миром, в том числе через Индийский океан. Культуры Западного и Центрального Судана сформировали единую западноафриканскую, или суданскую, культурную зону, простиравшуюся от Сенегала до современной Республики Судан. Во 2-м тысячелетии большая часть этой зоны входила в состав крупных государственных образований Гана, Канем-Борно, Мали (XIII—XV века), Сонгай.
К югу от суданских цивилизаций в VII—IX веках н. э. сложилось государственное образование Ифе, ставшее колыбелью цивилизации йоруба и бини (Бенин, Ойо); их влияние испытали и соседние народы. К западу от неё во 2-м тысячелетии сформировалась акано-ашантийская протоцивилизация, расцвет которой пришёлся на XVII—начало XIX века.
В районе Центральной Африки в течение XV—XIX вв. постепенно возникали различные государственные образования — Буганда, Руанда, Бурунди и др.
В Восточной Африке с X века процветала суахилийская мусульманская культура (города-государства Килва, Пате, Момбаса, Ламу, Малинди, Софала и др., султанат Занзибар).
В Юго-Восточной Африке — зимбабвийская (Зимбабве, Мономотапа) протоцивилизация (X—XIX века), на Мадагаскаре процесс государствообразования завершился в начале XIX века объединением всех раннеполитических образований острова вокруг Имерина.

### Исследование Африки зарубежными путешественниками
В 1416—1433 годах китайский флот под командованием Чжэн Хэ посещал восточное побережье Африки.
Поиски португальцами пути в Индию, о богатстве которой рассказывали легенды, расширили знакомство с побережьем Африки. В 1498 г. португалец Васко да Гама, завершая открытие морского пути в Индию, обогнул Южную Африку, прошёл вдоль восточного побережья материка, впервые из европейцев пересёк Индийский океан и достиг берегов Индостана.

### Появление в Африке европейцев
Проникновение европейцев в Африку началось в XV—XVI вв.; наибольший вклад в освоение континента на первом этапе внесли испанцы и португальцы после завершения Реконкисты. Уже в конце XV века португальцы фактически контролировали западное побережье Африки и в XVI веке развернули активную работорговлю. Следом за ними в Африку устремились практически все западноевропейские державы: Нидерланды, Испания, Дания, Франция, Англия, и даже маленькая Курляндия.
Торговля рабами с Занзибаром постепенно привела к колонизации Восточной Африки; попытки Марокко захватить Сахель потерпели неудачу.
Вся Северная Африка (кроме Марокко) к началу XVII века вошла в состав Османской империи. С окончательным разделом Африки между европейскими державами (1880-е годы) наступил колониальный период, насильственно приобщивший африканцев к индустриальной цивилизации.

### Колонизация
| Бельгия  |  | Великобритания                         |
| Германия |  | Испания                                |
| Италия   |  | Португалия                             |
| Франция  |  | Независимые страны - Либерия и Эфиопия |

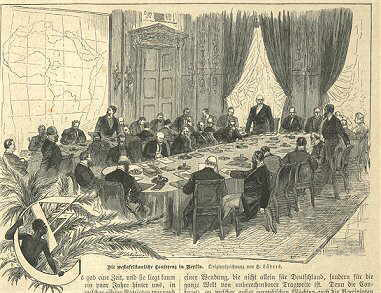
Берлинская конференция (1884)

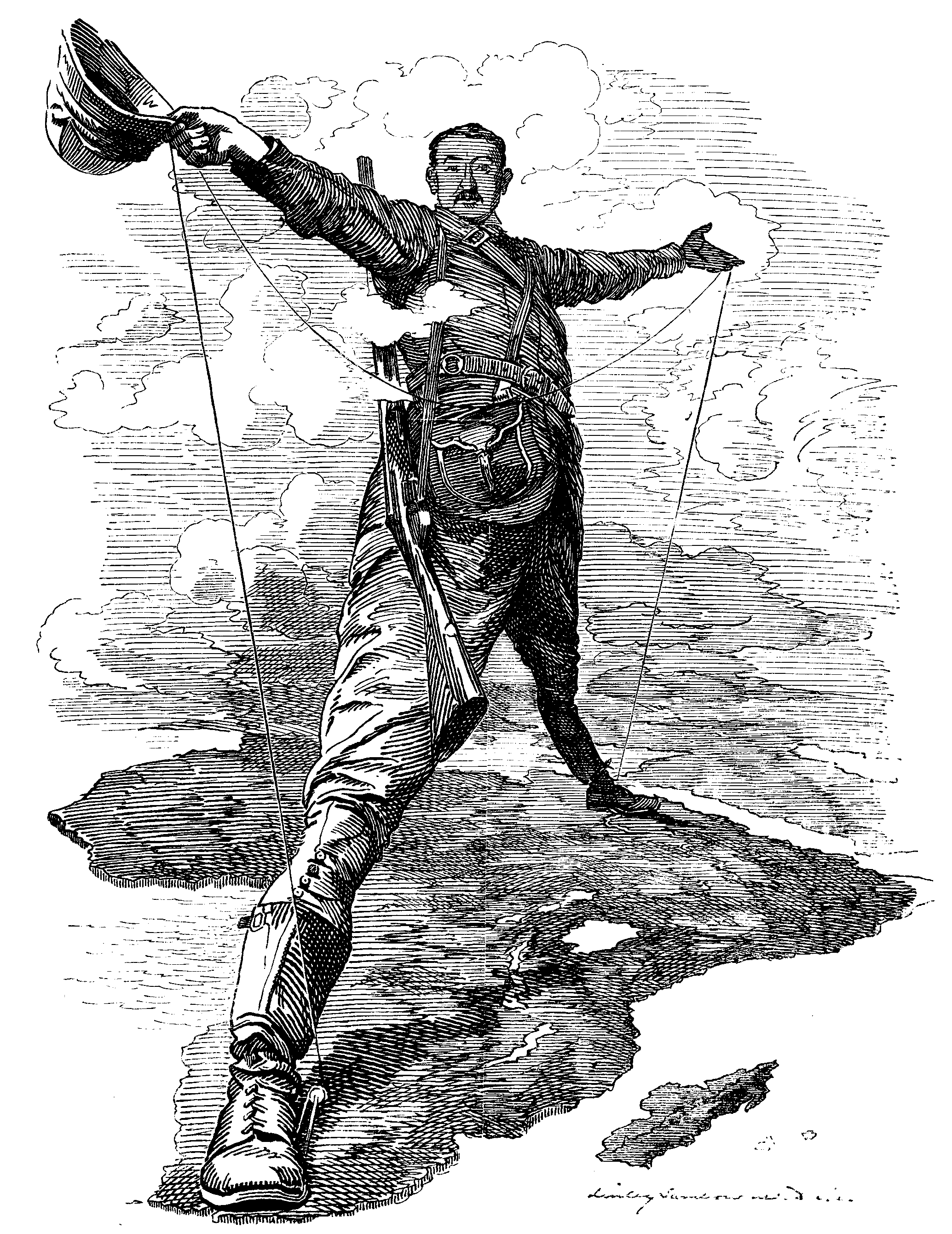
Карикатура на Сесиля Родса, в связи с намерением провести телеграфную линию от Каира до Кейп-Тауна. Журнал Панч, 10 декабря 1892 года

Колониальные владения европейских держав в Африке в 1913 году.

Процесс колонизации приобрёл широкие масштабы во второй половине XIX века, особенно после 1885 с началом так называемой гонки или драки за Африку. Практически весь континент (кроме остававшихся независимыми Эфиопии и Либерии) к 1900 был разделён между рядом европейских государств: Великобританией, Францией, Германией, Бельгией, Италией, свои старые колонии сохранили и несколько расширили Испания и Португалия.
Самыми обширными и богатыми были владения Великобритании.
В южной и центральной части континента:
- Капская колония,
- Натал,
- Бечуаналенд (ныне — Ботсвана),
- Басутоленд (Лесото),
- Свазиленд (ныне — Эсватини),
- Южная Родезия (Зимбабве),
- Северная Родезия (Замбия).

На востоке:
- Кения,
- Уганда,
- Занзибар,
- Сомалиленд.

На северо-востоке:
- Англо-Египетский Судан, формально считавшийся совладением Англии и Египта.

На западе:
- Нигерия,
- Сьерра-Леоне,
- Гамбия
- Гана.

В Индийском океане
- Маврикий (остров)
- Сейшельские острова.

Колониальная империя Франции по размерам не уступала Британской, но население её колоний было в несколько раз меньше, а природные ресурсы — беднее. Большинство французских владений находилось в Западной и Экваториальной Африке и немалая часть их территории приходилась на Сахару, прилегающую к ней полупустынную область Сахель и тропические леса:
- Французская Гвинея (ныне — Гвинейская Республика),
- Берег Слоновой Кости (Кот-д’Ивуар),
- Верхняя Вольта (Буркина-Фасо),
- Дагомея (Бенин),
- Мавритания,
- Нигер,
- Сенегал,
- Французский Судан (Мали),
- Габон,
- Чад,
- Среднее Конго (Республика Конго),
- Убанги-Шари (Центрально-Африканская Республика),
- Французский берег Сомали (Джибути),
- Мадагаскар,
- Коморские острова,
- Реюньон.

Португалия владела Анголой, Мозамбиком, Португальской Гвинеей (Гвинея-Бисау), включавшей острова Зелёного Мыса (Республика Кабо-Верде), Сан-Томе и Принсипи.
Бельгия владела Бельгийским Конго (Демократическая Республика Конго, а в 1971—1997 годах — Заир), Италия — частью Ливии, Эритреей и Итальянским Сомали, Испания — Испанской Сахарой (Западная Сахара), Северным Марокко, Экваториальной Гвинеей, Канарскими островами; Германия — Германской Восточной Африкой (ныне — континентальная часть Танзании, Руанда и Бурунди), Камеруном, Того и Германской Юго-Западной Африкой (Намибия).
Основными стимулами, которые привели к жаркой схватке европейских держав за Африку, считаются экономические. Действительно, стремление к эксплуатации природных богатств и населения Африки имело первостепенное значение. Но нельзя сказать, что эти надежды сразу же оправдались. Юг континента, где обнаружились крупнейшие в мире месторождения золота и алмазов, стал давать огромные прибыли. Но до получения доходов необходимы были сначала крупные вложения для разведки природных богатств, создания коммуникаций, приспособления местной экономики к нуждам метрополии, для подавления протеста коренных жителей и изыскания эффективных способов, чтобы заставить их работать на колониальную систему. Всё это требовало времени. Не сразу оправдался и другой аргумент идеологов колониализма. Они утверждали, что приобретение колоний откроет в самих метрополиях множество рабочих мест и устранит безработицу, поскольку Африка станет ёмким рынком для европейской продукции и там развернётся громадное строительство железных дорог, портов, промышленных предприятий. Если эти планы и осуществлялись, то медленней, чем предполагалось, и в меньших масштабах. Несостоятельным оказался довод, будто в Африку переместится избыточное население Европы. Потоки переселения оказались меньше, чем ожидалось, и в основном ограничились югом континента, Анголой, Мозамбиком, Кенией — странами, где климат и другие природные условия подходили для европейцев. Страны Гвинейского залива, получившие название «могила белого человека», мало кого соблазнили.

### Период колониального управления

#### Первая мировая война
Первая мировая война была схваткой за передел Африки, но на жизни большинства африканских стран она сказалась не особенно сильно. Военные действия охватили территории германских колоний. Они были завоёваны войсками Антанты и после войны по решению Лиги Наций переданы странам Антанты как подмандатные территории: Того и Камерун были разделены между Великобританией и Францией, Германская Юго-Западная Африка досталась Южно-Африканскому Союзу (ЮАС), часть Германской Восточной Африки — Руанда и Бурунди — была передана Бельгии, другая — Танганьика — Великобритании.
С приобретением Танганьики сбылась давняя мечта английских правящих кругов: возникла сплошная полоса британских владений от Кейптауна до Каира. После окончания войны процесс колониального освоения Африки ускорился. Колонии всё больше превращались в аграрно-сырьевые придатки метрополий. Сельское хозяйство всё больше ориентировалось на экспорт.

#### Межвоенный период
В межвоенный период резко изменился состав сельскохозяйственных культур, выращиваемых африканцами — резко возросло производство экспортных культур: кофе — в 11 раз, чая — в 10, какао-бобов — в 6, арахиса — более чем в 4, табака — в 3 раза и т. д. Всё большее число колоний становились странами монокультурного хозяйства. Накануне Второй мировой войны во многих странах от двух третей до 98 % стоимости всего экспорта приходилось на какую-нибудь одну культуру. В Гамбии и Сенегале такой культурой стал земляной орех, на Занзибаре — гвоздика, в Уганде — хлопок, на Золотом Береге — какао-бобы, во Французской Гвинее — бананы и ананасы, в Южной Родезии — табак. В некоторых странах было по две экспортные культуры: на Береге Слоновой Кости и в Того — кофе и какао, в Кении — кофе и чай и т. д. В Габоне и некоторых других странах монокультурой стали ценные породы леса.
Создававшаяся промышленность — главным образом горнорудная — была в ещё большей мере рассчитана на экспорт. Развивалась она быстро. В Бельгийском Конго, например, добыча меди с 1913 по 1937 год возросла более чем в 20 раз. К 1937 году Африка занимала в капиталистическом мире внушительное место по производству минерального сырья. На неё приходилось 97 % всех добываемых алмазов, 92 % — кобальта, более 40 % золота, хромитов, литиевых минералов, марганцевой руды, фосфоритов и более трети всего производства платины. В Западной Африке, а также в большинстве районов Восточной и Центральной Африки экспортная продукция производилась в основном в хозяйствах самих африканцев. Европейское плантационное производство там не привилось из-за климатических условий, трудных для европейцев. Главными эксплуататорами африканского производителя были иностранные компании. Экспортная сельскохозяйственная продукция производилась на фермах, принадлежащих европейцам, расположенных в Южно-Африканском Союзе, Южной Родезии, части Северной Родезии, Кении, Юго-Западной Африке.

#### Вторая мировая война
Боевые действия во время Второй мировой войны на африканском континенте разделяют на два направления: североафриканская кампания, которая затронула Египет, Ливию, Тунис, Алжир, Марокко и была составной частью важнейшего Средиземноморского театра военных действий, а также автономный Африканский театр военных действий, бои на котором носили второстепенное значение.

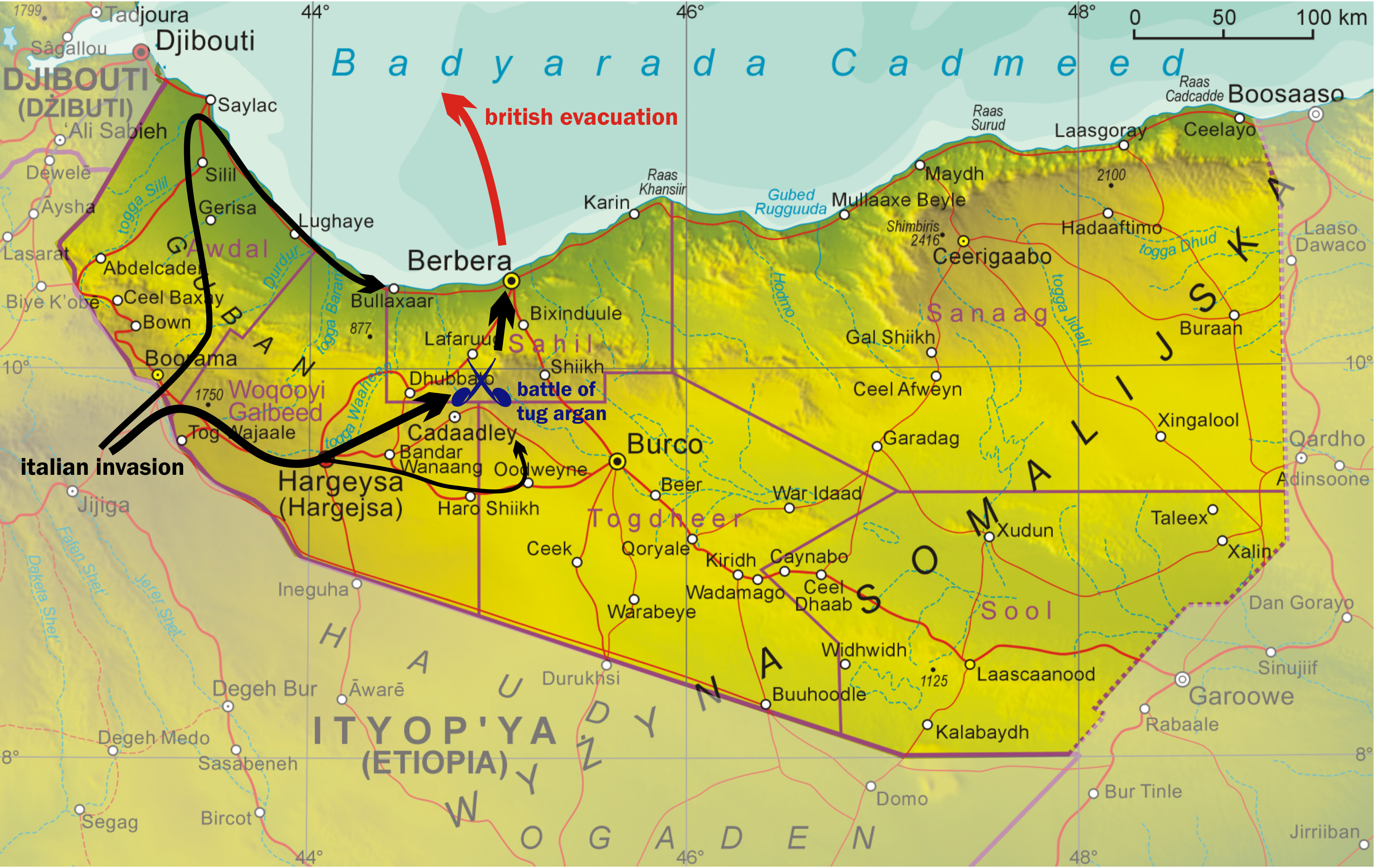
Вторжение итальянских войск в Сомали

Эритрейская кампания 1941 года

В годы Второй мировой войны военные действия в Тропической Африке велись только на территории Эфиопии, Эритреи и Итальянского Сомали. В 1941 году английские войска вместе с эфиопскими партизанами и при активном участии сомалийцев заняли территории этих стран. В других странах Тропической и Южной Африки военных действий не велось (за исключением Мадагаскара). Но в армии метрополий были мобилизованы сотни тысяч африканцев. Ещё большему числу людей приходилось обслуживать войска, работать на военные нужды. Африканцы сражались в Северной Африке, в Западной Европе, на Ближнем Востоке, в Бирме, в Малайе. На территории французских колоний шла борьба между вишистами и сторонниками «Свободной Франции», не приводившая, как правило, к военным столкновениям.

### Деколонизация Африки
В 1946 году Французская империя была переименована во Французский Союз. Участие депутатов из африканских колоний в работе союзного парламента дало им ценный политический опыт, который они позднее применили на родине. В 1956 году исполнительные власти французских колоний стали ответственными перед их выборными ассамблеями. В 1958 году Французский Союз был преобразован во Французское сообщество, и колониям предоставили право выхода из него.
В 1951 году получила независимость Ливия.
В 1956 году Франция отказалась от протектората над Марокко и Тунисом, а Испания — над испанской зоной Марокко. В 1957 году независимость от Великобритании получили Гана и Малайзия. В 1958 году Франция предоставила независимость Гвинее. 1960 год вошёл в историю как год Африки — в этом году независимость получили сразу 15 французских и британских африканских колоний, а также бельгийское Конго и итальянская подопечная территория Сомали.

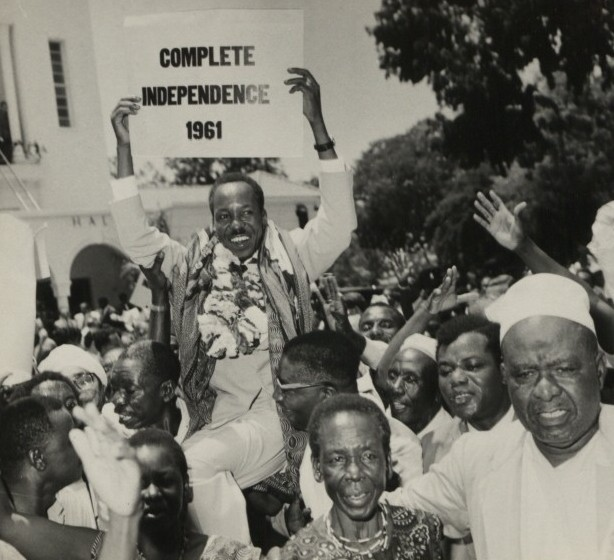
Март 1961 года. Джулиус Ньерере с плакатом, требуюущим полной независимости Танганьики в 1961 году

В 1962 году война за независимость Алжира, продолжавшаяся с 1954 года, окончилась признанием Францией независимости Алжира. В том же году Великобритания предоставила независимость Танганьике и Уганде, а Бельгия — Руанде и Бурунди. В 1964 году независимость получили британские колонии Кения, Ньясаленд (Малави) и Северная Родезия (Замбия).
В 1974 году Португалия, которая с 1960-х годов вела войну против повстанцев в Анголе, Гвинее-Бисау и Мозамбике, после «революции гвоздик» предоставила независимость Португальской Гвинее (Гвинея-Бисау), а в 1975 году — Анголе, Мозамбику, Кабо-Верде, Сан-Томе и Принсипи и Восточному Тимору.
После освобождения португальских колоний в Африке сохранились лишь такие остатки белой колонизации, как режим апартеида в ЮАР, существовавший до 1990 года, и правление белого меньшинства в Южной Родезии (Великобритания не признала провозглашённую в 1965 году независимость южнородезийского режима Я. Смита, но при поддержке ЮАР он смог продержаться до 1980 года, когда в результате партизанского движения внутри страны и давления мирового общественного мнения белое меньшинство уступило власть представителям чёрного большинства, победившим на выборах в парламент новой республики Зимбабве).
Процесс деколонизации в Африке окончательно завершился с освобождением Намибии от южноафриканского правления в 1990 году.

### Освобождение
После Второй мировой войны быстро пошёл процесс деколонизации Африки. Годом Африки — годом освобождения наибольшего числа колоний — был объявлен 1960. В этот год независимость обрели 17 государств. Большинство из них — французские колонии и подопечные территории ООН, находившиеся под управлением Франции: Камерун, Того, Малагасийская Республика, Конго (бывшее Французское Конго), Дагомея, Верхняя Вольта, Берег Слоновой Кости, Чад, Центральноафриканская Республика, Габон, Мавритания, Нигер, Сенегал, Мали. Независимыми были провозглашены самая крупная страна Африки по численности населения — Нигерия, принадлежавшая Великобритании, и самая большая по территории — Бельгийское Конго. Британское Сомали и подопечное Сомали, находившееся под управлением Италии, были объединены и стали Сомалийской Демократической Республикой.

Даты получения странами Африки независимости

1960-й изменил всю обстановку на Африканском континенте. Демонтаж остальных колониальных режимов стал уже неотвратим. Суверенными государствами были провозглашены:
- в 1961 году британские владения Сьерра-Леоне и Танганьика;
- в 1962 — Алжир, Уганда, Бурунди и Руанда;
- в 1963 — Кения и Занзибар;
- в 1964 — Северная Родезия (назвавшая себя Республикой Замбией, по названию реки Замбези) и Ньясаленд (Малави); в том же году Танганьика и Занзибар объединились, создав Республику Танзанию;
- в 1965 — Гамбия;
- в 1966 — Бечуаналенд стал Республикой Ботсвана и Басутоленд — Королевством Лесото;
- в 1968 — Маврикий, Экваториальная Гвинея и Свазиленд;
- в 1973 — Гвинея-Бисау;
- в 1975 (после революции в Португалии) — Ангола, Мозамбик, Острова Зелёного Мыса и Сан-Томе и Принсипи, а также 3 из 4 Коморских островов (Майотта осталась владением Франции);
- в 1977 — Сейшельские острова, и Французское Сомали стало Республикой Джибути;
- в 1980 — Южная Родезия стала Республикой Зимбабве;
- в 1990 — подопечная территория Юго-Западная Африка — Республикой Намибией.

Провозглашению независимости Кении, Зимбабве, Анголы, Мозамбика и Намибии предшествовали войны, восстания, партизанская борьба. Но для большинства африканских стран завершающий этап пути был пройден без крупных кровопролитий, он стал результатом массовых демонстраций и забастовок, переговорного процесса, а в отношении подопечных территорий — решений Организации Объединённых Наций.
В связи с тем, что границы африканских государств во время «гонки за Африку» проводились искусственно, без учёта расселения различных народов и племён, а также то, что традиционное африканское общество не было готово к демократии, во многих африканских странах после обретения независимости начались гражданские войны. Во многих странах к власти пришли диктаторы. Возникшие в результате этого режимы отличаются пренебрежением к правам человека, бюрократией, тоталитаризмом, что, в свою очередь, приводит к кризису экономики и растущей бедности.
Большинство стран Африки юридически республики (президентские или парламенские), имеются три монархии.
В настоящее время под контролем европейских стран находятся:
- анклавы Испании в Марокко Сеута и Мелилья, Канарские острова (Испания),
- острова Св. Елены, Вознесения, Тристан-да-Кунья и Архипелаг Чагос (Великобритания),
- Реюньон, Острова Эпарсе и Майотта (Франция),
- Мадейра (Португалия).

#### Смена названий государств
В период обретения африканскими странами независимости многие из них сменили свои названия в силу различных причин. Это могли быть сецессии, объединения, смены режима или обретение страной суверенитета. Явление переименования африканских имён собственных (названия стран, личные имена людей) с целью отразить африканскую идентичность было названо африканизацией.
| Предыдущее название                            | Год  | Текущее название                               |
| ---------------------------------------------- | ---- | ---------------------------------------------- |
| Португальская Юго-Западная Африка              | 1975 | Республика Ангола                              |
| Дагомея                                        | 1975 | Республика Бенин                               |
| Протекторат Бечуаналенд                        | 1966 | Республика Ботсвана                            |
| Республика Верхняя Вольта                      | 1984 | Республика Буркина-Фасо                        |
| Убанги-Шари                                    | 1960 | Центральноафриканская Республика               |
| Республика Заир                                | 1997 | Демократическая Республика Конго               |
| Среднее Конго                                  | 1960 | Республика Конго                               |
| Берег Слоновой Кости                           | 1985 | Республика Кот-д’Ивуар*                        |
| Французская территория афаров и исса           | 1977 | Республика Джибути                             |
| Испанская Гвинея                               | 1968 | Республика Экваториальная Гвинея               |
| Абиссиния                                      | 1941 | Федеральная Демократическая Республика Эфиопия |
| Золотой Берег                                  | 1957 | Республика Гана                                |
| часть Французской Западной Африки              | 1958 | Республика Гвинея                              |
| Португальская Гвинея                           | 1974 | Республика Гвинея-Бисау                        |
| Протекторат Басутоленд                         | 1966 | Королевство Лесото                             |
| Протекторат Ньясаленд                          | 1964 | Республика Малави                              |
| Французский Судан                              | 1960 | Республика Мали                                |
| Юго-Западная Африка                            | 1990 | Республика Намибия                             |
| Германская Восточная Африка / Руанда-Урунди    | 1962 | Республика Руанда / Республика Бурунди         |
| Британский Сомалиленд / Итальянский Сомалиленд | 1960 | Республика Сомали                              |
| Занзибар / Танганьика                          | 1964 | Объединённая республика Танзания               |
| Буганда                                        | 1962 | Республика Уганда                              |
| Северная Родезия                               | 1964 | Республика Замбия                              |
| Южная Родезия                                  | 1980 | Республика Зимбабве                            |
| Королевство Свазиленд                          | 2018 | Королевство Эсватини                           |

* Республика Кот-д’Ивуар не меняла своё название как таковое, но потребовала, чтобы в других языках использовалось французское название страны (фр. Côte d’Ivoire), а не его буквальный перевод на другие языки (Берег Слоновой Кости, Ivory Coast, Elfenbeinküste и т. п.).

## География

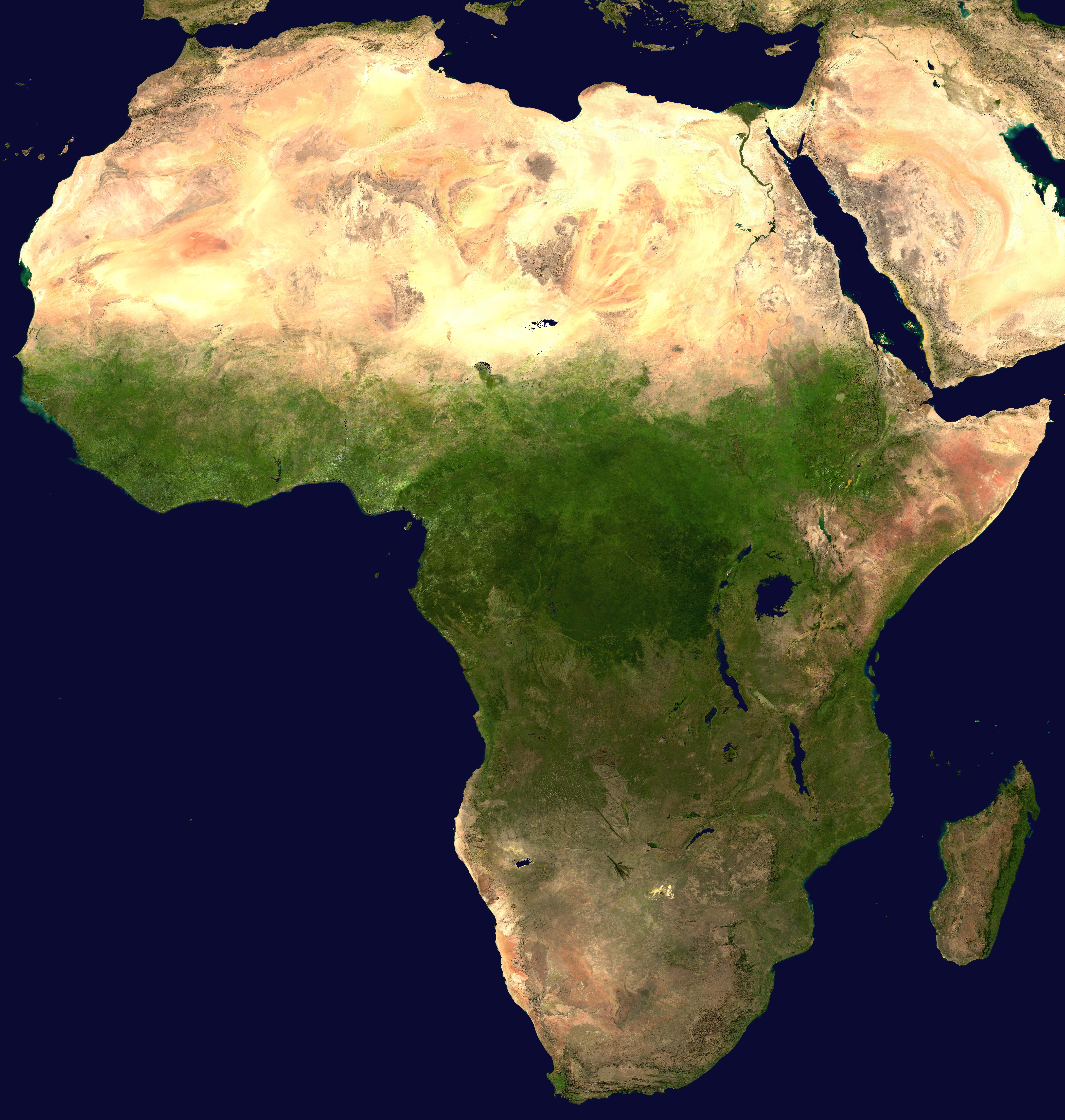
Вид Африки из космоса

Африка занимает площадь 30,3 млн км². Протяжённость с севера на юг — 8 тыс. км, с запада на восток в северной части — 7,5 тыс. км.

### Рельеф

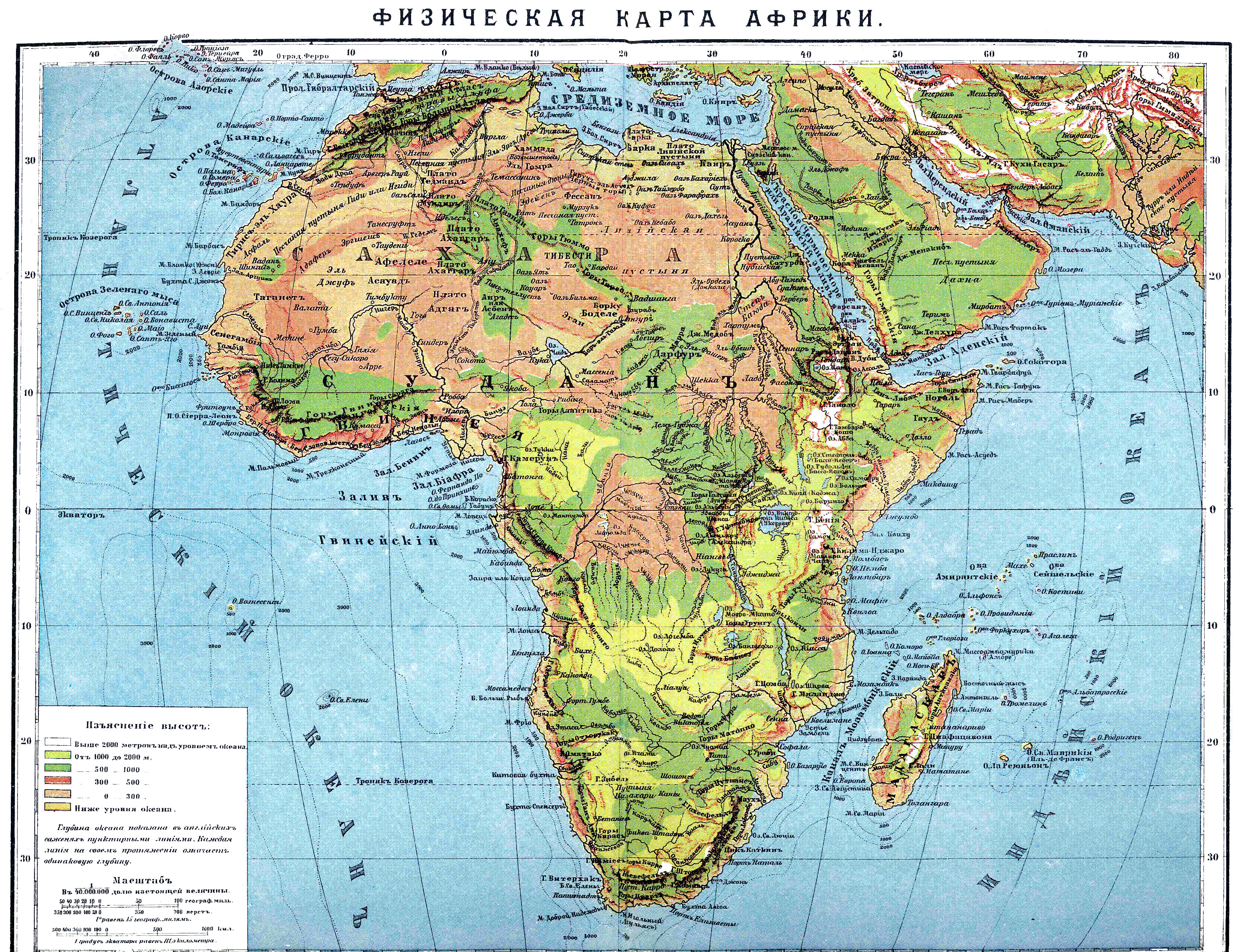
Из ЭСБЭ

Большей частью — равнинный, на северо-западе расположены Атласские горы, в Сахаре — нагорья Ахаггар и Тибести. На востоке — Эфиопское нагорье, к югу от него Восточно-африканское плоскогорье, где находится вулкан Килиманджаро (5895 м) — высочайшая точка материка. На юге расположены Капские и Драконовы горы. Самая низкая точка (157 метров ниже уровня Мирового океана) расположена в Джибути, это солёное озеро Асаль. Самой глубокой пещерой является Ану Иффлис, расположенная на севере Алжира в горах Телль-Атлас.

### Полезные ископаемые
Африка известна прежде всего своими богатейшими месторождениями алмазов (ЮАР, Зимбабве) и золота (ЮАР, Гана, Мали, Республика Конго). Большие месторождения нефти есть в Нигерии и Алжире. Бокситы добывают в Гвинее и Гане. Ресурсы фосфоритов, а также марганцевых, железных и свинцово-цинковых руд сосредоточены в зоне северного побережья Африки.

### Внутренние воды
В Африке расположена одна из самых протяжённых рек в мире — Нил (6852 км), текущая с юга на север. Другие крупнейшие реки — это Нигер на западе, Конго в центральной Африке, Замбези, Лимпопо и Оранжевая на юге.
Крупнейшее озеро — Виктория (средняя глубина 40 м, наибольшая 80 м). Другие крупные озёра — Ньяса и Танганьика, расположенные в литосферных разломах. Одно из крупнейших солёных озёр — озеро Чад, расположенное на территории одноимённого государства.

### Климат
Африка — это самый жаркий материк планеты. Причина этого — в географическом расположении материка: вся территория Африки находится в жарких климатических поясах (включая субтропические) и материк пересекается линией экватора. Именно в Африке находится самое жаркое место на Земле — Даллол.
Центральная Африка и прибрежные районы Гвинейского залива относятся к экваториальному поясу, там в течение всего года выпадают обильные осадки и нет смены времён года.
К северу и к югу от экваториального пояса расположены субэкваториальные пояса. Здесь летом господствуют влажные экваториальные массы воздуха (сезон дождей), а зимой — сухой воздух тропических пассатов (сухой сезон).
Севернее и южнее субэкваториальных поясов расположены Северный и Южный тропические пояса[уточнить] (область, заключённая между Южным и Северным тропиками, называется тропиками). Для них характерны высокие температуры при малом количестве осадков, что ведёт к образованию пустынь: на севере расположена крупнейшая на Земле пустыня Сахара, на юге — пустыня Калахари, на юго-западе пустыня Намиб.
Северная и южная оконечности материка входят в соответствующие субтропические пояса.

### Природные зоны

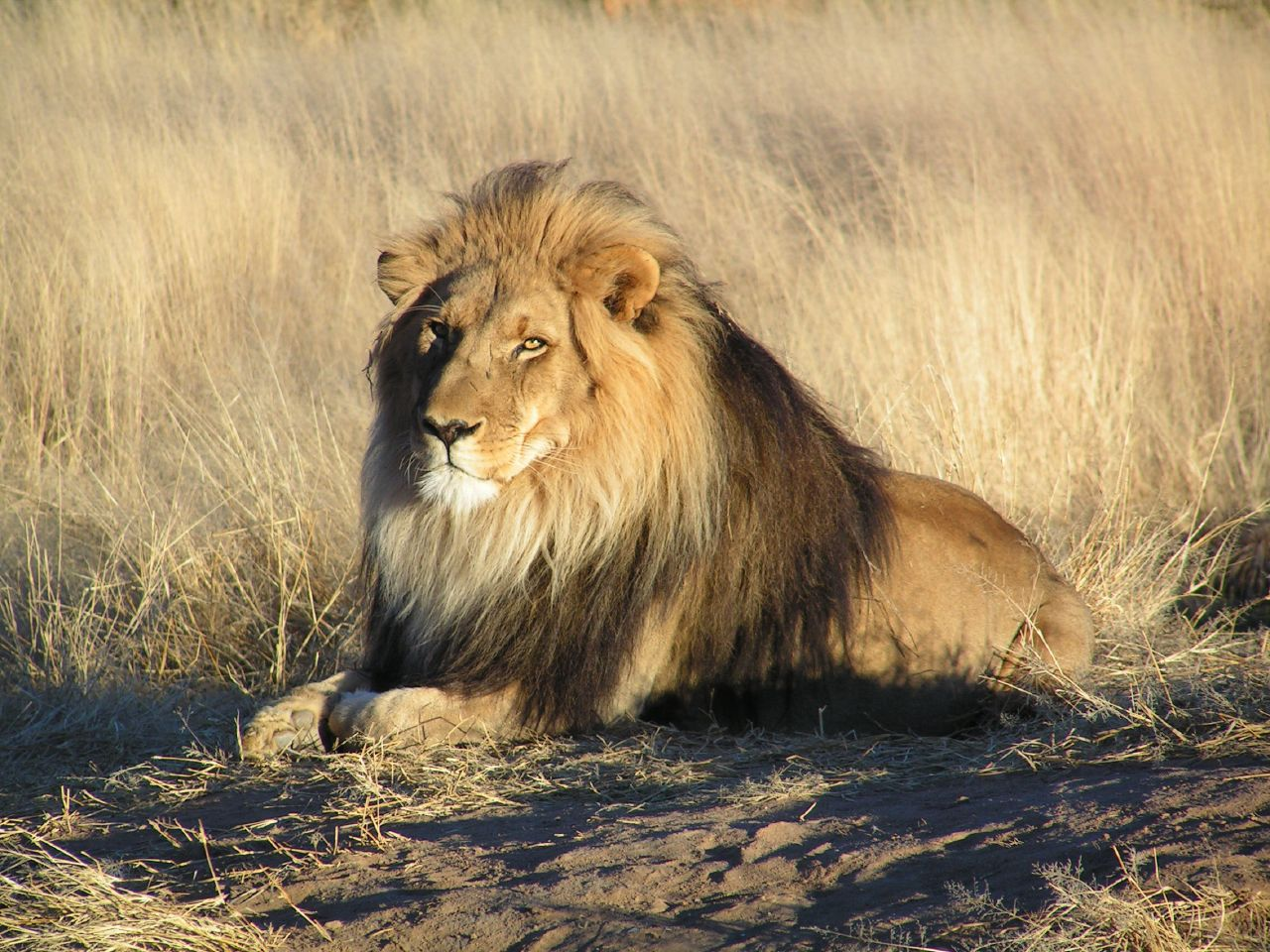
Лев

Флора тропического, экваториального и субэкваториального поясов разнообразна. Повсеместно произрастают сейба, пипдатения, терминалия, комбретум, брахистегия, изоберлиния, пандан, тамаринд, росянка, пузырчатка, пальмы и многие другие. В саваннах преобладают невысокие деревья и колючие кустарники (акация, терминалия, буш).

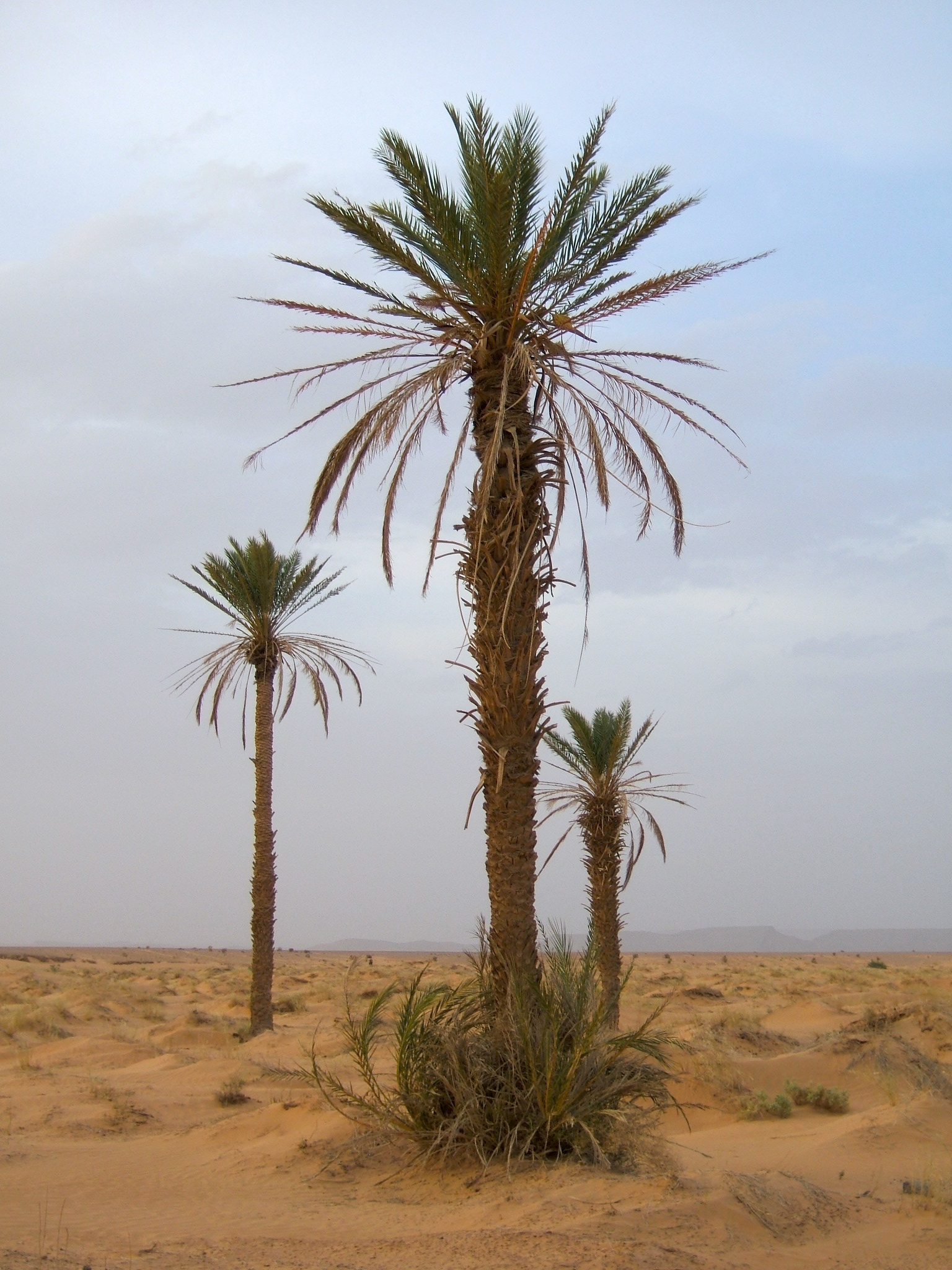
Финиковая пальма в сахарском оазисе Эрг-Шебби

Растительность пустынь, наоборот, скудна, состоит из небольших сообществ трав, кустарников и деревьев, произрастающих в оазисах, высотных районах, и вдоль воды. Во впадинах встречаются устойчивые к соли растения-галофиты. На наименее обеспеченных водой равнинах и плато произрастают виды трав, небольших кустов и деревьев, устойчивых к засухам и жаре. Флора пустынных областей хорошо приспособлена к нерегулярности осадков. Это отражается в большом разнообразии физиологических адаптаций, предпочтениях места обитания, создании зависимых и родственных сообществ и стратегий воспроизводства. Многолетние засухоустойчивые злаки и кустарники имеют обширную и глубокую (до 15—20 м) корневую систему. Многие из травяных растений — эфемеры, которые могут производить семена за три дня после достаточного увлажнения и высеивать их в течение 10—15 дней после этого.
В горных районах пустыни Сахара встречается реликтовая неогеновая флора, зачастую родственная средиземноморской, много эндемиков. Среди реликтовых древесных растений, произрастающих в горных районах — некоторые виды олив, кипариса и мастиковое дерево. Также представлены виды акации, тамарисков и полыни, дум-пальма, олеандр, финик пальчатый, тимьян, эфедра. В оазисах возделывают финики, инжир, оливковые и фруктовые деревья, некоторые цитрусовые, различные овощи. Травяные растения, произрастающие во многих частях пустыни, представлены родами триостница, полевичка и просо. На побережье Атлантического океана растёт прибрежница и другие солестойкие травы. Различные комбинации эфемеров образуют сезонные пастбища, называемые ашебами. В водоёмах встречаются водоросли.
Во многих пустынных областях (реки, хамады, частично скопления песков и т. д.) растительный покров вообще отсутствует. Сильное воздействие на растительность почти всех областей оказала деятельность человека (выпас скота, сбор полезных растений, заготовка топлива и т. п.).
Примечательное растение пустыни Намиб — тумбоа, или вельвичия (Welwitschia mirabilis). Оно отращивает два гигантских листа, медленно растущие всю её жизнь (более 1000 лет), которые могут превысить 3 метра в длину. Листья прикрепляются к стеблю, который напоминает огромную редиску конической формы диаметром от 60 до 120 сантиметров, и торчит из земли на 30 сантиметров. Корни вельвичии уходят в землю на глубину до 3 м. Вельвичия известна своей способностью расти в чрезвычайно сухих условиях, используя росу и туман как основной источник влаги. Вельвичия — эндемик для северного Намиба — изображена на государственном гербе Намибии.
В чуть более влажных местах пустыни встречается другое известное растение Намиба — нара (Acanthosicyos horridus), (эндемик), который растёт на песчаных дюнах. Её плоды составляют пищевую базу и источник влаги для многих животных, африканских слонов, антилоп, дикобразов и пр.
С доисторических времён в Африке сохранилось наибольшее количество представителей мегафауны.
Тропический, экваториальный и субэкваториальный пояс населяют разнообразные млекопитающие: окапи, антилопы (дукеры, бонго), карликовый бегемот, кистеухая свинья, обыкновенный бородавочник, галаго, мартышки, летяга (иглохвостая), лемуры (на о. Мадагаскар), африканские циветы, шимпанзе, гориллы и др.
Нигде в мире нет такого обилия крупных животных, как в африканской саванне: саванные слоны, обыкновенные бегемоты, белые и чёрные носороги, львы, жирафы, африканские леопарды, гепарды, антилопы (канны), зебры, газели, гиены, африканские страусы. Некоторые слоны, африканские буйволы и белые носороги обитают только в заповедниках.
Среди птиц преобладают жако, турако, цесарка, птица-носорог (калао), африканский марабу.
Рептилии и амфибии тропического экваториального и субэкваториального пояса — мамба (одна из самых ядовитых змей в мире), крокодил, питон, квакши, древолазы и мраморные лягушки.
Во влажных климатических зонах распространены малярийный комар и муха цеце, вызывающая сонную болезнь у млекопитающих, в том числе людей.

### Экология

#### Насущные проблемы африканской экологии
Основные экологические проблемы Африки: опустынивание — проблема северной части, вырубка тропических лесов — в центральной части.

### Географические исследования
О существовании Африки народам Евразии было известно с давних времён. Особенно много исторических и географических сведений о крупных государствах Средиземноморья встречается в рукописях и картах древнегреческих и римских учёных. Причиной недостаточной изученности внутренних районов материка являлось наличие огромных неприступных пустынь, что препятствовало исследователям.

#### Первое плавание
Первое плавание вокруг континента совершили финикийцы приблизительно в VI веке до нашей эры.

#### Ибн Баттута
В XIV веке арабский путешественник Ибн Баттута исследовал полуостров Сомали, совершил путешествие по территории Тимбукту и Мали.

#### Васко да Гама
В 1497—1499 годах португальская экспедиция во главе с Васко да Гама обогнула Африку и от полуострова Сомали направилась в Индию.

#### Давид Ливингстон
Давид Ливингстон задумал изучить реки Южной Африки и найти естественные проходы вглубь материка. Он совершил плавание по Замбези, открыл водопад Виктория, определил водораздел озера Ньяса, Танганьика и реки Луалаба. В 1849 году он первым из европейцев пересёк пустыню Калахари и исследовал озеро Нгами. Во время своего последнего путешествия он пытался отыскать истоки Нила.

#### Генрих Барт
Генрих Барт установил, что озеро Чад бессточное, первым из европейцев изучил наскальные рисунки древних жителей Сахары и высказал свои предположения об изменении климата Северной Африки.

#### Русские исследователи
Горный инженер, путешественник Егор Петрович Ковалевский помогал египтянам в поисках месторождений золота, изучал притоки Голубого Нила. Василий Васильевич Юнкер исследовал водораздел главных африканских рек — Нила, Конго и Нигера. В 1926—1927 годах другой русский учёный Н. И. Вавилов организовал путешествие в средиземноморские страны Северной Африки. Он собрал крупнейшую — более 6000 образцов — коллекцию семян культурных растений и доказал, что родиной ценных твёрдых сортов пшеницы является Эфиопия.

## Политическое деление
В Африке расположено 55 стран и 5 самопровозглашённых и непризнанных государств. Большинство из них долгое время было колониями европейских государств и обрело независимость только в 50—60-х годах XX века. До этого независимыми были только Египет (c 1922), Эфиопия (со времён Средневековья), Либерия (с 1847 года) и ЮАР (с 1910 года); в ЮАР и Южной Родезии (Зимбабве) вплоть до 80-90-х годов XX века сохранялся режим апартеида, дискриминационный к коренному населению. В настоящее время во многих африканских странах правят режимы, дискриминационные по отношению к белому населению. Согласно данным исследовательской организации «Freedom House», в последние годы во многих африканских странах (например, в Нигерии, Мавритании, Сенегале, Конго (Киншаса) и Экваториальной Гвинее) наметилась тенденция отступления от демократических достижений в сторону авторитаризма.
На севере континента расположены территории Испании (Сеута, Мелилья, Канарские острова) и Португалии (Мадейра).

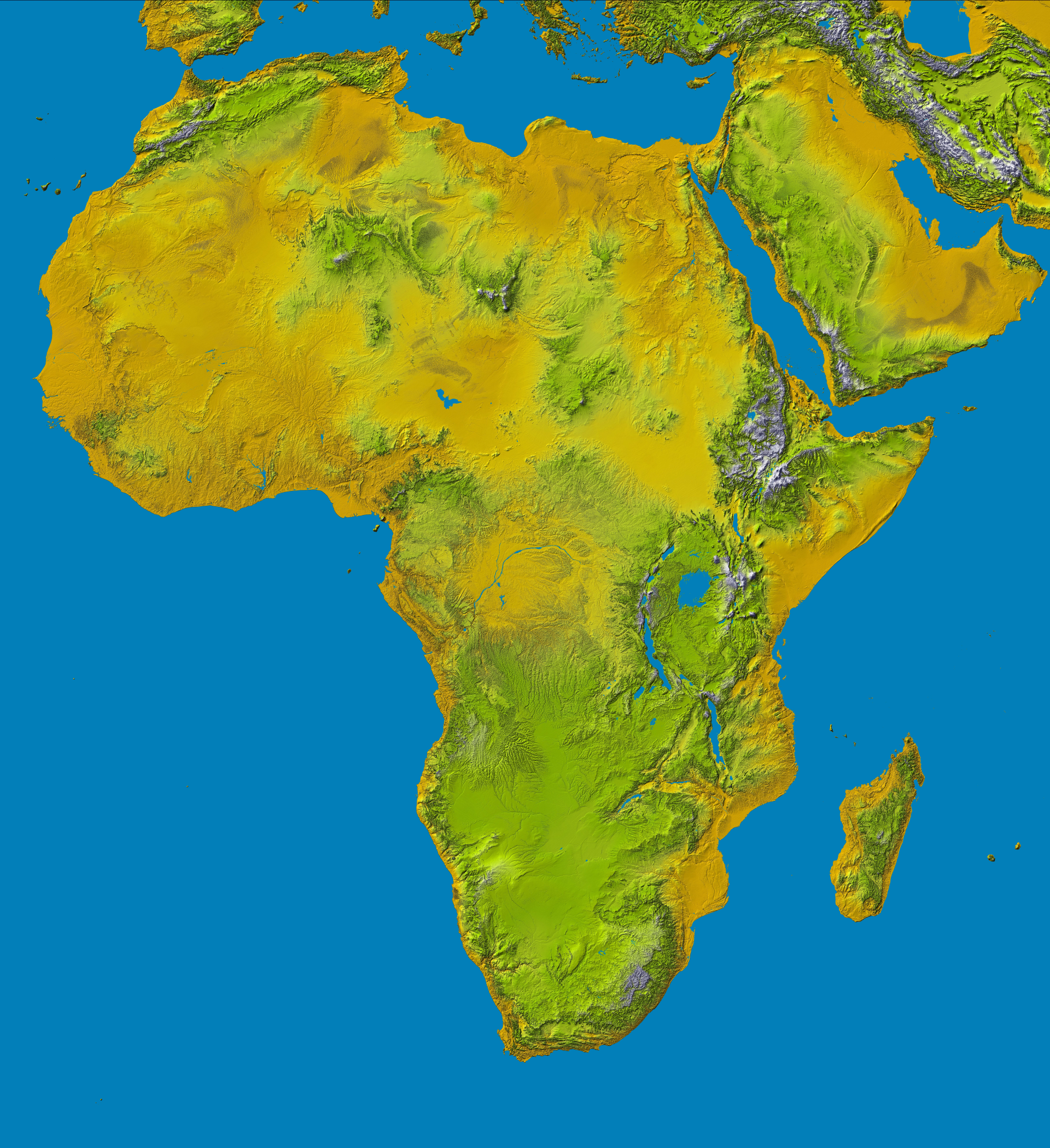
Физическая карта Африки

Карта плотности населения африканских стран

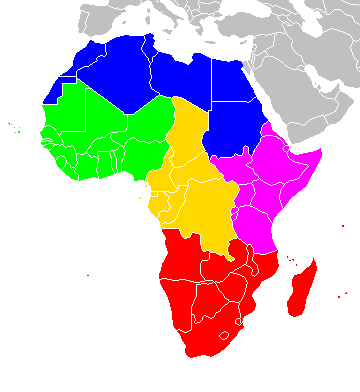
Регионы Африки:
Северная Африка
Западная Африка
Центральная Африка
Восточная Африка
Южная Африка

| Страны и территории                                                               | Площадь (км²) | Население (на 2012, где не оговорено) | Плотность населения (на км²) | Столица                                             |
| --------------------------------------------------------------------------------- | ------------- | ------------------------------------- | ---------------------------- | --------------------------------------------------- |
| Северная Африка:                                                                  |               |                                       |                              |                                                     |
| Алжир                                                                             | 2 381 740     | 35 200 000                            | 14.8                         | Алжир                                               |
| Египет                                                                            | 1 001 450     | 80 898 000                            | 74                           | Каир                                                |
| САДР                                                                              | 252 120       | 267 405                               | 1,06                         | Эль-Аюн                                             |
| Ливия                                                                             | 1 759 540     | 6 365 563                             | 3,2                          | Триполи                                             |
| Марокко                                                                           | 446 550       | 32 382 000                            | 70                           | Рабат                                               |
| Судан                                                                             | 1 886 100     | 30 894 000                            | 16,4                         | Хартум                                              |
| Тунис                                                                             | 163 610       | 10 383 000                            | 61,6                         | Тунис                                               |
| Испанские и португальские территории в Северной Африке:                           |               |                                       |                              |                                                     |
| Канарские острова (Испания)                                                       | 7492,360      | 2 103 992                             | 282,5                        | Лас-Пальмас-де-Гран-Канария, Санта-Крус-де-Тенерифе |
| Мадейра (Португалия)                                                              | 828           | 247 161                               | 308,5                        | Фуншал                                              |
| Мелилья (Испания)                                                                 | 12            | 65 500                                | 5311                         | —                                                   |
| Сеута (Испания)                                                                   | 18,5          | 78 320                                | 4016                         | —                                                   |
| Малые Суверенные территории (Испания)                                             | 1             | 0                                     | 0                            | —                                                   |
| Западная Африка:                                                                  |               |                                       |                              |                                                     |
| Бенин                                                                             | 112 620       | 8 935 000                             | 79                           | Котону, Порто-Ново                                  |
| Буркина-Фасо                                                                      | 274 200       | 15 746 232                            | 57,5                         | Уагадугу                                            |
| Гамбия                                                                            | 10 380        | 1 700 000                             | 156                          | Банжул                                              |
| Гана                                                                              | 238 540       | 24 233 431                            | 88                           | Аккра                                               |
| Гвинея                                                                            | 245 857       | 9 690 222                             | 39,4                         | Конакри                                             |
| Гвинея-Бисау                                                                      | 36 120        | 1 442 029                             | 41                           | Бисау                                               |
| Кабо-Верде                                                                        | 4033          | 542 000                               | 102                          | Прая                                                |
| Кот-д’Ивуар                                                                       | 322 460       | 21 075 000                            | 65                           | Ямусукро                                            |
| Либерия                                                                           | 111 370       | 3 489 072                             | 29                           | Монровия                                            |
| Мавритания                                                                        | 1 030 700     | 3 086 000                             | 2,6                          | Нуакшот                                             |
| Мали                                                                              | 1 240 000     | 13 218 000                            | 11                           | Бамако                                              |
| Нигер                                                                             | 1 267 000     | 13 957 000                            | 11                           | Ниамей                                              |
| Нигерия                                                                           | 923 768       | 152 217 341                           | 167                          | Абуджа                                              |
| Сенегал                                                                           | 196 722       | 14 100 000                            | 51                           | Дакар                                               |
| Сьерра-Леоне                                                                      | 71 740        | 5 363 669                             | 76                           | Фритаун                                             |
| Того                                                                              | 56 785        | 6 300 000                             | 108                          | Ломе                                                |
| Центральная Африка:                                                               |               |                                       |                              |                                                     |
| Амбазония · (непризнанное государство)                                            | 42,710        | 3,521,898                             | 38                           | Буэа                                                |
| Габон                                                                             | 267 667       | 1 497 525                             | 5,4                          | Либревиль                                           |
| Камерун                                                                           | 475 440       | 17 795 000                            | 34                           | Яунде                                               |
| Демократическая Республика Конго                                                  | 2 345 410     | 67 758 000                            | 28                           | Киншаса                                             |
| Республика Конго                                                                  | 342 000       | 3 999 000                             | 12                           | Браззавиль                                          |
| Сан-Томе и Принсипи                                                               | 1001          | 163 000                               | 169,1                        | Сан-Томе                                            |
| Центральноафриканская Республика                                                  | 622 984       | 3 799 897                             | 6,1                          | Банги                                               |
| Чад                                                                               | 1 284 000     | 11 100 000                            | 11,5                         | Нджамена                                            |
| Экваториальная Гвинея                                                             | 28 051        | 650 000                               | 16,9                         | Малабо                                              |
| Восточная Африка:                                                                 |               |                                       |                              |                                                     |
| Бурунди                                                                           | 27 830        | 8 988 091                             | 323                          | Гитега                                              |
| Британская Территория в Индийском Океане · (зависимая территория (Великобритании) | 60            | 3500                                  | 58,3                         | Диего-Гарсия                                        |
| Галмудуг · (непризнанное государство)                                             | 46 000        | 1 800 000                             | 39                           | Галькайо                                            |
| Джибути                                                                           | 22 000        | 818 159                               | 54                           | Джибути                                             |
| Кения                                                                             | 582 650       | 37 953 838                            | 65,1                         | Найроби                                             |
| Пунтленд · (непризнанное государство)                                             | 116 000       | 3 900 000                             | 18                           | Гарове                                              |
| Руанда                                                                            | 26 338        | ~10,186,063                           | 343                          | Кигали                                              |
| Сомали                                                                            | 637 657       | 9 558 666                             | 13                           | Могадишо                                            |
| Сомалиленд · (непризнанное государство)                                           | 137 600       | 3 500 000                             | 25                           | Харгейса                                            |
| Танзания                                                                          | 945 090       | 37 849 133                            | 41                           | Додома                                              |
| Уганда                                                                            | 236 040       | 30 900 000                            | 119                          | Кампала                                             |
| Эритрея                                                                           | 117 600       | 4 401 009                             | 37                           | Асмэра                                              |
| Эфиопия                                                                           | 1 104 300     | 75 067 000                            | 70                           | Аддис-Абеба                                         |
| Южный Судан                                                                       | 619 745       | 8 260 490                             | 13,33                        | Джуба                                               |
| Южная Африка:                                                                     |               |                                       |                              |                                                     |
| Ангола                                                                            | 1 246 700     | 18 498 000                            | 14,8                         | Луанда                                              |
| Ботсвана                                                                          | 600 370       | 1 639 833                             | 3                            | Габороне                                            |
| Замбия                                                                            | 752 614       | 12 935 000                            | 17,2                         | Лусака                                              |
| Зимбабве                                                                          | 390 580       | 13 349 000                            | 33                           | Хараре                                              |
| Коморы                                                                            | 2170          | 752 000                               | 404                          | Морони                                              |
| Лесото                                                                            | 30 355        | 2 125 262                             | 62                           | Масеру                                              |
| Маврикий                                                                          | 2040          | 1 240 827                             | 603                          | Порт-Луи                                            |
| Мадагаскар                                                                        | 587 041       | 20 042 552                            | 33                           | Антананариву                                        |
| Майотта · (зависимая территория, заморский регион Франции)                        | 374           | 208 783                               | 558                          | Мамудзу                                             |
| Малави                                                                            | 118 480       | 15 400 000                            | 118                          | Лилонгве                                            |
| Мозамбик                                                                          | 801 590       | 21 397 000                            | 25                           | Мапуту                                              |
| Намибия                                                                           | 825 418       | ~1 820 916                            | 2,5                          | Виндхук                                             |
| Реюньон · (зависимая территория, заморский регион Франции)                        | 2517          | 800 000                               | 308                          | Сен-Дени                                            |
| Эсватини                                                                          | 17 363        | 1 141 000                             | 59                           | Мбабане                                             |
| Остров Святой Елены · (зависимая территория (Великобритании)                      | 413           | 7543                                  | 18                           | Джеймстаун                                          |
| Сейшельские Острова                                                               | 451           | ~80,699                               | 178                          | Виктория                                            |
| Острова Эпарс · (зависимая территория, заморское владение Франции)                | 38,6          | 56                                    | 1,45                         | —                                                   |
| Южно-Африканская Республика                                                       | 1 219 912     | 43 786 828                            | 39                           | Блумфонтейн, Кейптаун, Претория                     |

Африканский союз
В 1963 году была создана Организация африканского единства (ОАЕ). Эта организация 9 июля 2002 года была официально преобразована в Африканский союз. В настоящее время в него входят все 55 стран.
Председателем Африканского союза избирается сроком на год глава одного из африканских государств. Администрация Африканского союза находится в Аддис-Абебе, в Эфиопии.
Задачами Африканского союза являются:
- способствование политической и социо-экономической интеграции континента;
- продвижение и защита интересов континента и его населения;
- достижение мира и безопасности в Африке;
- содействие развитию демократических институтов, мудрого руководства и прав человека.

Последний, двадцать четвёртый саммит Африканского союза прошёл в конце января 2015 года.

## Экономика

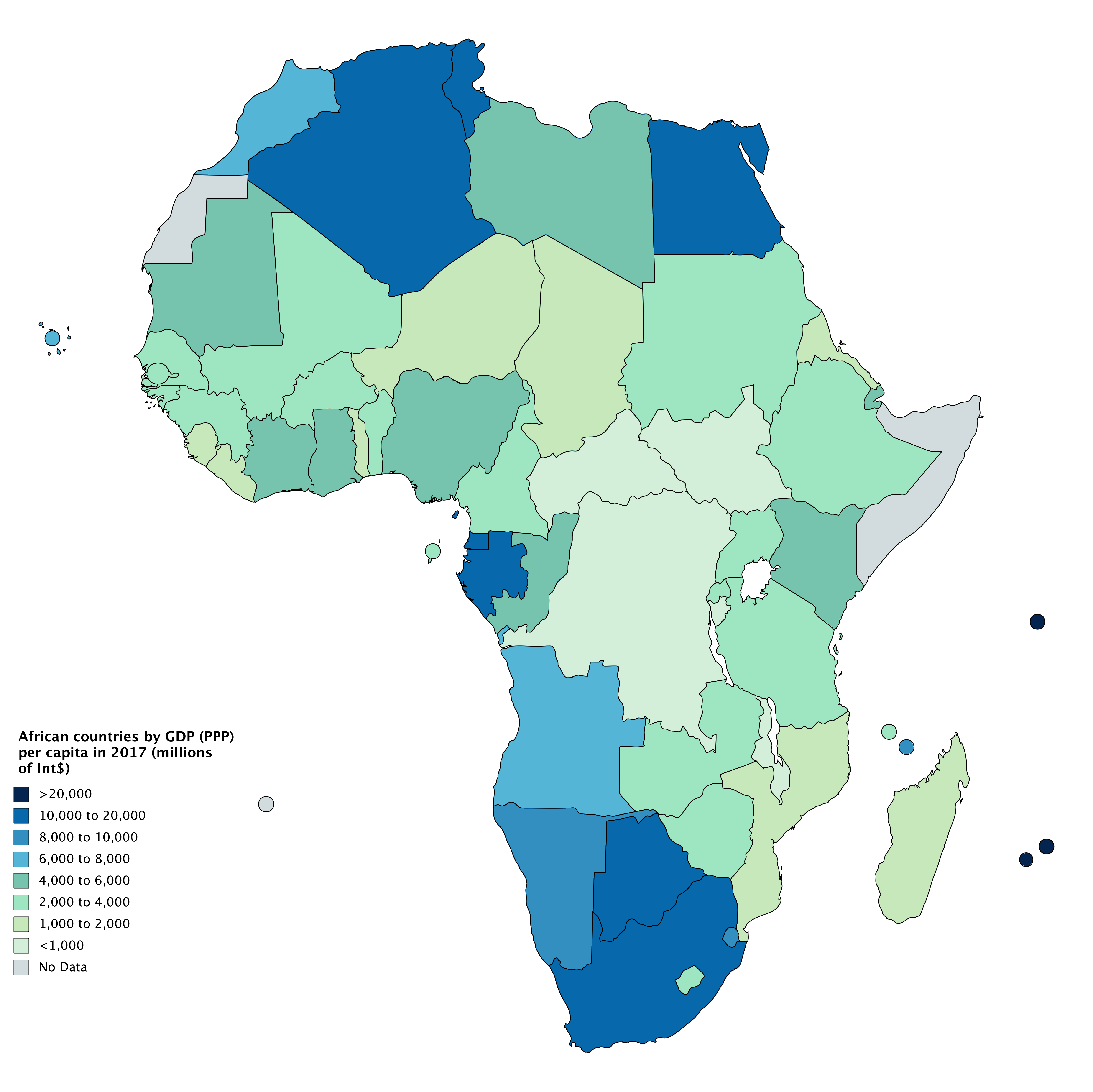
Страны Африки по ВВП (ППС) на душу населения (в международных долларах) в 2020 году по данным МВФ

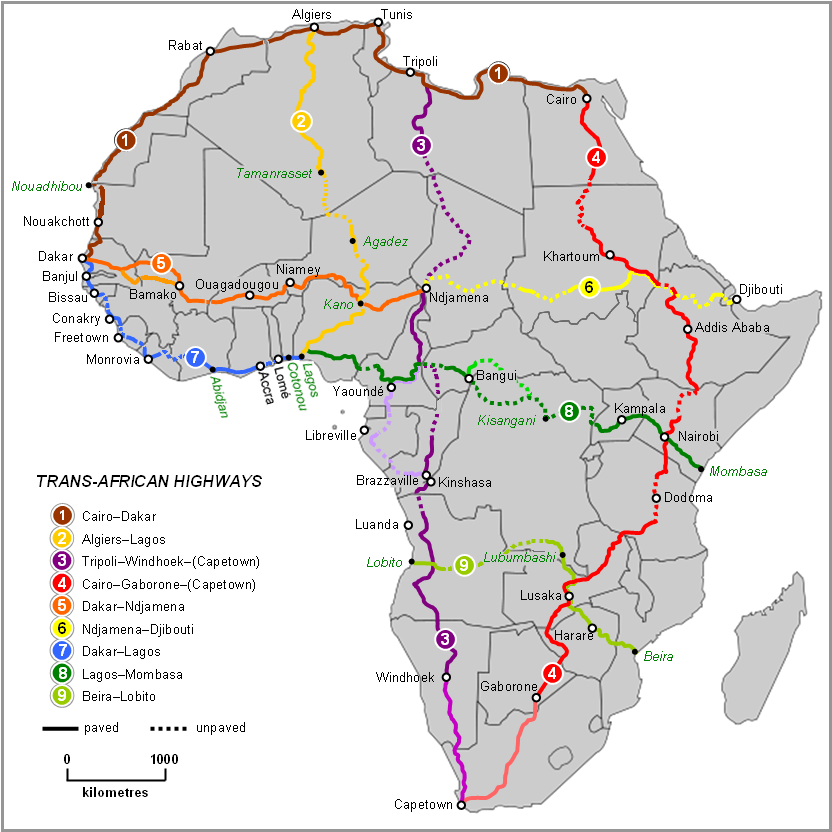
Сеть Трансафриканских автодорог

### Общая экономико-географическая характеристика стран Африки
Особенностью географического положения многих стран региона является отсутствие выхода к морю. В то же время в странах, имеющих выход к океану, береговая линия изрезана слабо, что неблагоприятно для строительства крупных портов.
Африка исключительно богата природными ресурсами. Особенно велики запасы минерального сырья — руд марганца, хромитов, бокситов и др. В понижениях и прибрежных районах имеется топливное сырьё. Нефть и газ добываются в Северной и Западной Африке (Нигерия, Алжир, Египет, Ливия). Колоссальные запасы кобальтовых и медных руд сосредоточены в Замбии и ДРК; марганцевые руды добываются в ЮАР и Зимбабве; платина, железные руды и золото — в ЮАР; алмазы — в обеих Конго (ДРК и РК), Ботсване, ЮАР, Намибии, Анголе, Гане; фосфориты — в Марокко, Тунисе; уран — в Нигере, Намибии.
В Африке довольно большие земельные ресурсы, однако эрозия почв приняла катастрофический характер из-за неправильной её обработки. Водные ресурсы по территории Африки распределены крайне неравномерно. Леса занимают около 10 % территории, но в результате хищнического уничтожения их площадь быстро сокращается.
В Африке самые высокие темпы естественного прироста населения. Естественный прирост во многих странах превышает 30 человек на 1000 жителей в год. Сохраняется высокая доля детских возрастов (50 %) и небольшая доля людей старшего поколения (около 5 %).
Африканским странам пока не удалось изменить колониальный тип отраслевой и территориальной структуры экономики, хотя темпы экономического роста несколько ускорились. Колониальный тип отраслевой структуры хозяйства отличается преобладанием малотоварного, потребительского сельского хозяйства, слабым развитием обрабатывающей промышленности, отставанием развития транспорта. Наибольших успехов достигли страны Африки в горнодобывающей промышленности. По добыче многих полезных ископаемых Африке принадлежит лидирующее, а иногда монопольное место в мире (по добыче золота, алмазов, платиноидов и др.). Обрабатывающая промышленность представлена лёгкой и пищевой, другие отрасли отсутствуют, за исключением ряда районов вблизи наличия сырья и на побережье (Египет, Алжир, Марокко, Нигерия, Замбия, ДРК). 
Вторая отрасль экономики, определяющая место Африки в мировом хозяйстве, — тропическое и субтропическое земледелие. Продукция земледелия составляет 60—80 % ВВП. Основными товарными культурами являются кофе, какао-бобы, арахис, финики, чай, натуральный каучук, сорго, пряности. В последнее время стали выращивать зерновые культуры: кукурузу, рис, пшеницу. Животноводство играет подчинённую роль, за исключением стран с засушливым климатом. Преобладает экстенсивное скотоводство, характеризующееся огромным поголовьем скота, но малой продуктивностью и низкой товарностью. Континент не обеспечивает себя сельскохозяйственной продукцией.
Транспорт также сохраняет колониальный тип: железные дороги идут от районов добычи сырья к порту, при этом регионы одного государства практически не связаны. Относительно развиты железнодорожный и морской виды транспорта. В последние годы получили развитие и другие виды транспорта — автомобильный (проложена дорога через Сахару), воздушный, трубопроводный.
Развитие трансафриканских автомобильных дорог и связанной с ними автодорожной инфраструктуры направлено на борьбу с бедностью в Африке, за счёт увеличения межгосударственной и внутренней торговли, оживления малого и среднего предпринимательства, снижения цен на привозные товары и улучшения бытовых условий. Благодаря автодорогам, население Африки стало обслуживаться автомобилями скорой медицинской помощи, полиции, пожарных, спасательных, ремонтных и строительных служб. Развитая автодорожная сеть позволила распространить медицинские и образовательные услуги в ранее недоступные районы.
Все страны, за исключением ЮАР, развивающиеся, большинство из них беднейшие в мире (70 % населения живёт за чертой бедности).

### Проблемы и трудности африканских государств
Становление национальной государственности в африканских странах сопровождалось повсеместным утверждением авторитаризма. В конце 1980-х годов авторитарные режимы существовали в 38 из 45 государств Тропической Африки. На рубеже 1980-90-х годов на фоне общемировой демократической тенденции демократические перемены начались и в большинстве африканских стран, однако плохо подготовленные или фальсифицированные выборы часто приводят к насилию, блокирующему демократический процесс. Во многих странах Африки не прекращаются внутренние вооружённые конфликты и часто происходят государственные перевороты.

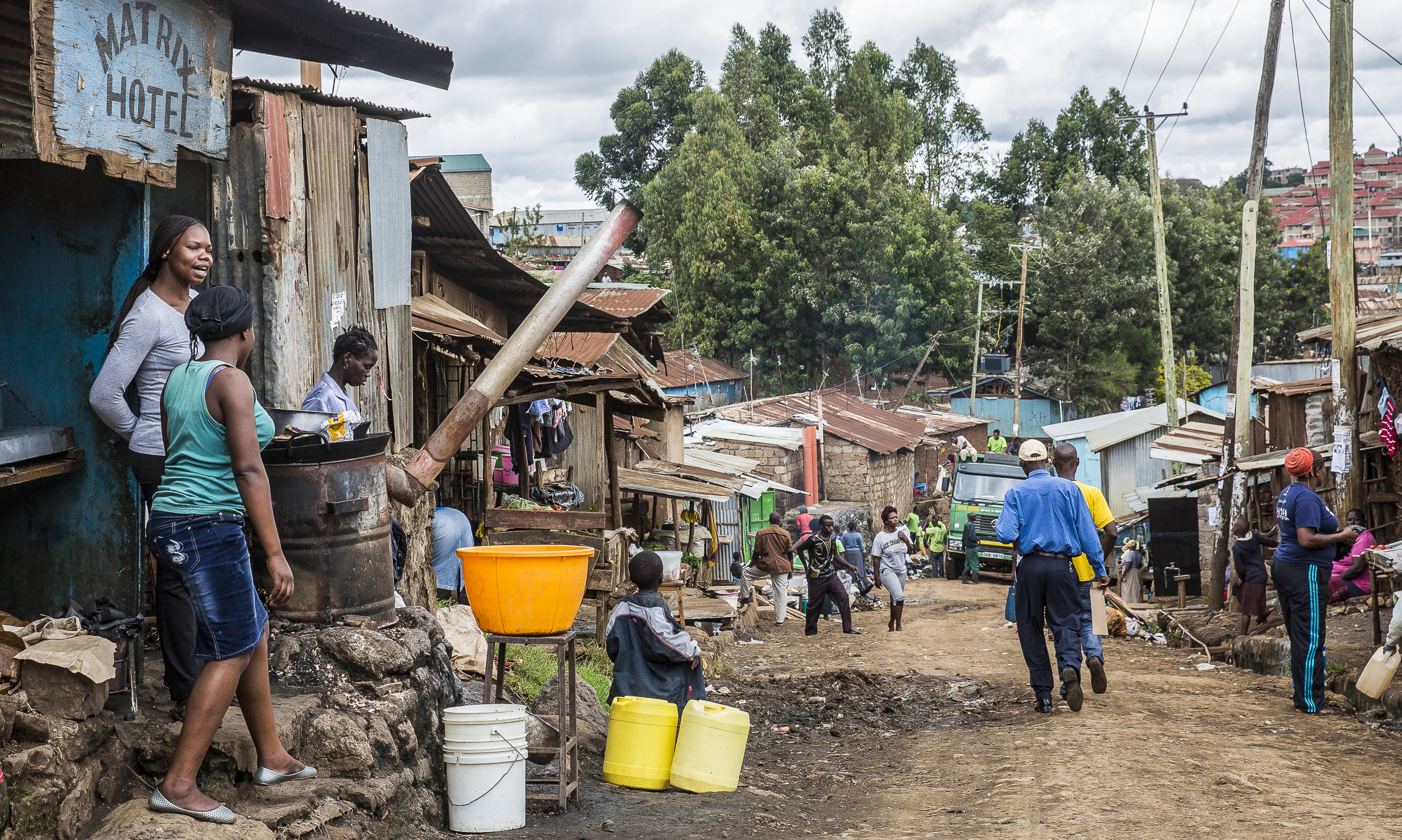
Жизнь в Кибере

Африка является последним крупным регионом мира, сохранившим тенденцию к значительному росту населения. Как ожидается, к 2050 году третьей крупнейшей страной мира по населению (после Китая и Индии) станет Нигерия. Рост населения Африки сопровождается ускоренной урбанизацией (в Африке наблюдаются самые высокие в мире темпы роста городского населения), ожидается, что к 2050 году около 56 % населения Африки будет жить в городах. Однако около 60 % городского населения Западной и более 70 % городского населения Центральной Африки проживает в трущобах. Самым крупным трущобным районом Африки является Кибера, пригород Найроби, столицы Кении, где живёт около миллиона человек с доходом меньше одного доллара в день. В трущобах нет электричества, безопасной питьевой воды, канализации, что часто приводит к эпидемиям, которые, учитывая высокую плотность населения, моментально распространяются.

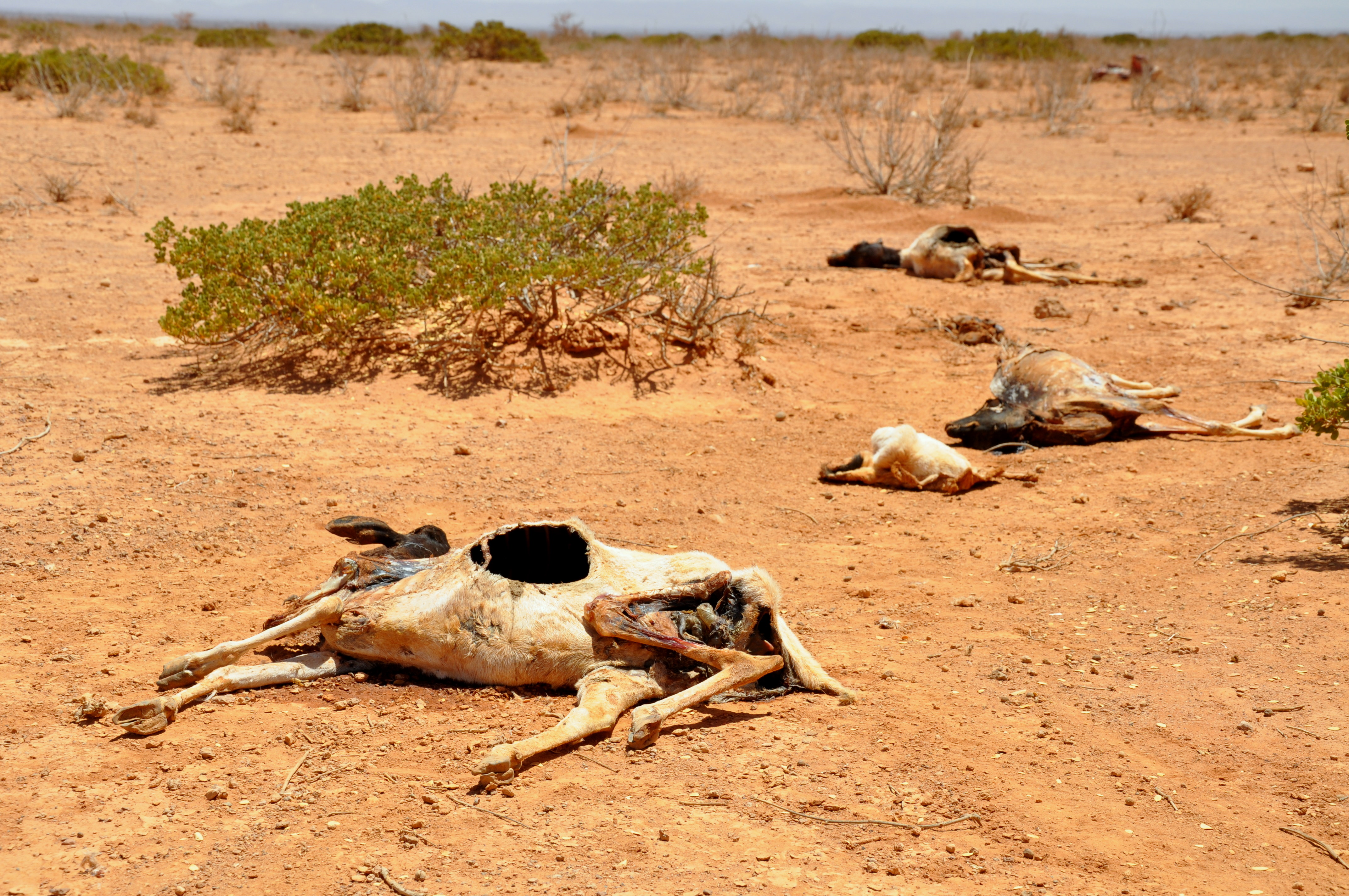
Павшие из-за бескормицы в Сомалиленде овцы и козы, 2011 год. В этом году «сильнейшая засуха за последние 60 лет» привела к голоду в Восточной Африке

По данным Всемирной организации здравоохранения, в Африке 319 миллионов человек к югу от Сахары не имеют доступа к воде, что способствует антисанитарии и распространению инфекционных заболеваний. По данным ВОЗ, ежегодно из-за плохой санитарии в Африке от диарейных заболеваний умирает 340 тысяч детей в возрасте до пяти лет.
Для большинства африканских стран основой экономики является сельское хозяйство, однако земли, пригодные для обработки, распределены неравномерно, что приводит к их усиленной эксплуатации и, вследствие этого, истощению, что способствует опустыниванию. Вследствие засухи нередко возникает массовый голод.

### Интеграционные процессы
Характерной чертой интеграционных процессов в Африке является высокая степень их институализации. В настоящее время на континенте около 200 экономических объединений различного уровня, масштабов и направленности. Но с точки зрения исследования проблемы становления субрегиональной идентичности и её соотношения с идентичностью национальной и этнической интерес представляют функционирование таких крупных организаций как Западноафриканское экономическое сообщество (ЭКОВАС), Сообщество развития Южной Африки (САДК), Экономическое сообщество Центральноафриканских государств (ЭККАС) и т. п. Крайне низкая результативность их деятельности в предыдущие десятилетия и наступление эпохи глобализации потребовало резкого ускорения интеграционных процессов на качественно ином уровне. Экономическая кооперация развивается в новых — по сравнению с 1970-ми годами — условиях противоречивого взаимодействия глобализации мировой экономики и усиливающейся маргинализации позиций африканских государств её рамках и, естественно, в другой системе координат. Интеграция уже не рассматривается как инструмент и основа для формирования самодостаточной и саморазвивающейся экономики при опоре на собственные силы и в противовес империалистическому Западу. Подход иной, который, как уже упоминалось выше, представляет интеграцию в качестве пути и способа включения африканских стран в глобализирующееся мировое хозяйство, а также как импульс и показатель экономического роста и развития в целом.

## Население
| ≥ 0.900 0.850–0.899 0.800–0.849 0.750–0.799 0.700–0.749 | 0.650–0.699 0.600–0.649 0.550–0.599 0.500–0.549 | 0.450–0.499 0.400–0.449 ≤ 0.399 Нет данных |

Демографическая пирамида Африки в 2023

Карта Африканских страны по ИЧР (по данным за 2019 год, опубликована в 2020 году)

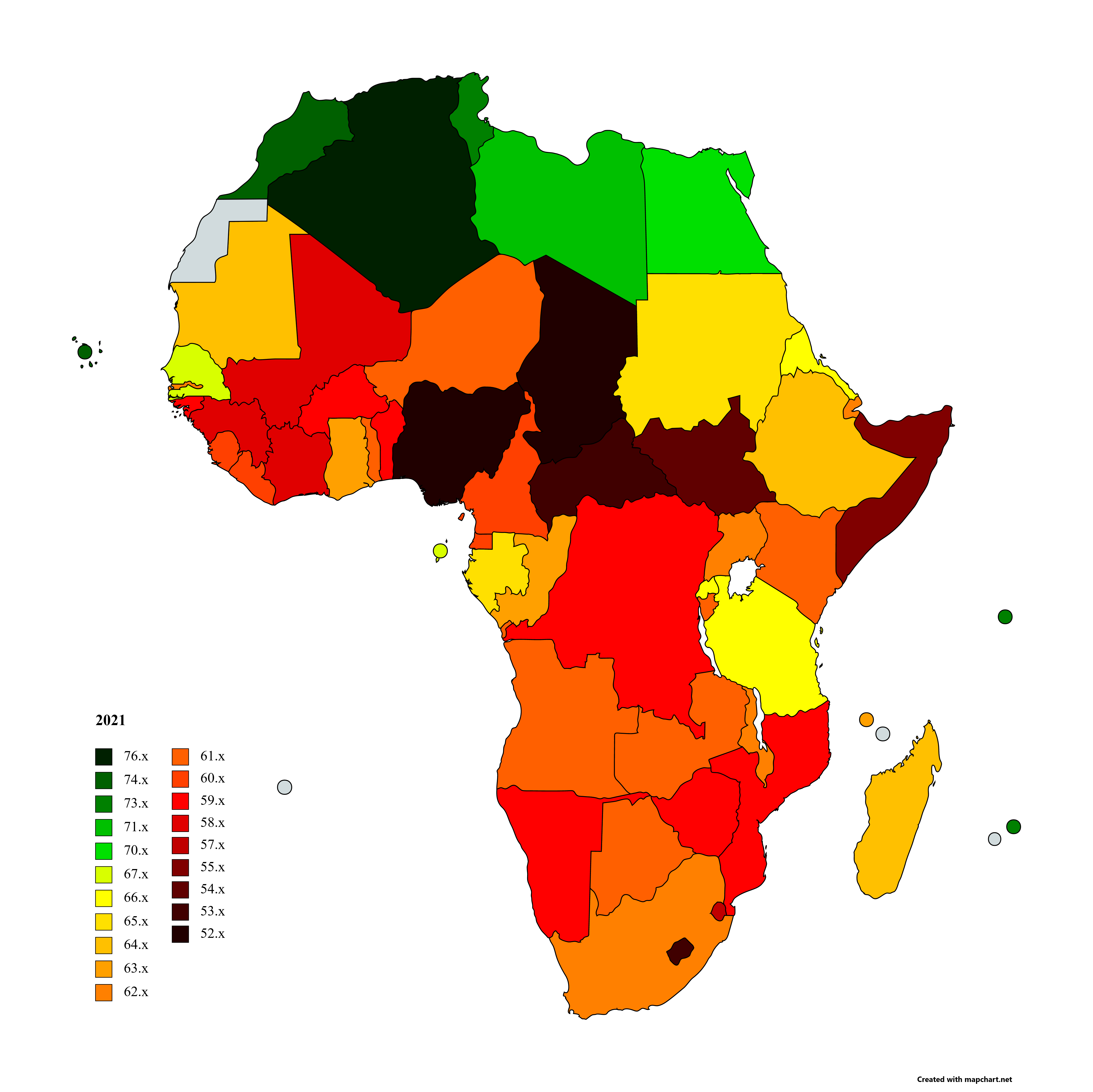
Ожидаемая продолжительность жизни в странах Африки в 2021

Численность населения Африки составляет свыше 1 миллиарда человек. Прирост населения на континенте самый высокий в мире: в 2004 году он составлял 2,3 %.
За последние 50 лет возросла средняя продолжительность жизни — с 39 до 54 лет. Согласно прогнозу банка HSBC, население стран Африки к 2050 году удвоится.
Население состоит в основном из представителей двух рас: негроидной южнее Сахары, и европеоидной в северной Африке (арабы) и ЮАР (буры и англоюжноафриканцы). Наиболее многочисленным народом являются арабы Северной Африки.
Во время колониального освоения материка многие государственные границы проводились без учёта этнических особенностей, что до сих пор приводит к межэтническим конфликтам.
Средняя плотность населения Африки составляет 30,5 чел./км² — это значительно меньше, чем в Европе и Азии.
По уровню урбанизации Африка отстаёт от других регионов — менее 30 %, однако темпы урбанизации здесь самые высокие в мире, для многих африканских стран характерна ложная урбанизация. Самые крупные города на африканском континенте — Каир и Лагос.

#### Альтернативные оценки численности населения Африки, 0-2018 гг. н. э. (в тысячах)
Источник: Мэддисон и др. (Гронингенский университет).
| Год    | 0       | 1000    | 1500    | 1600    | 1700    | 1820      | 1870      | 1913      | 1950      | 1973      | 1998      | 2018      | 2100 (прогнозируемый) |
| ------ | ------- | ------- | ------- | ------- | ------- | --------- | --------- | --------- | --------- | --------- | --------- | --------- | --------------------- |
| Африка | 16 500  | 33 000  | 46 000  | 55 000  | 61 000  | 74 208    | 90 466    | 124 697   | 228 342   | 387 645   | 759 954   | 1 321 000 | 3 924 421             |
| Мир    | 230 820 | 268 273 | 437 818 | 555 828 | 603 410 | 1 041 092 | 1 270 014 | 1 791 020 | 2 524 531 | 3 913 482 | 5 907 680 | 7 500 000 | 10 900 000            |

#### Доли населения Африки и мира, 0-2020 гг. н. э. (% от мирового населения)
Источник: Мэддисон и другие (Гронингенский университет).
| Год    | 0   | 1000 | 1500 | 1600 | 1700 | 1820 | 1870 | 1913 | 1950 | 1973 | 1998 | 2020 | 2100 (прогнозируемый) |
| ------ | --- | ---- | ---- | ---- | ---- | ---- | ---- | ---- | ---- | ---- | ---- | ---- | --------------------- |
| Африка | 7,1 | 12,3 | 10,5 | 9,9  | 10,1 | 7,1  | 7,1  | 7,0  | 9,0  | 9,9  | 12,9 | 18,2 | 39,4                  |

### Языки

Ареалы языковых семей в Африке

Автохтонные языки Африки разделяются на 32 семьи, из которых 3 (семитская, индоевропейская и австронезийская) «проникли» на континент из других регионов.
Также насчитывается 7 изолированных и 9 неклассифицированных языков. К наиболее популярным исконно африканским языкам относятся языки банту (суахили, конго), фула.
Индоевропейские языки получили распространение, вследствие эпохи колониального управления: английский, португальский, французский языки являются официальными во многих странах.
В Намибии с начала XX в. компактно проживает община, говорящая на немецком языке в качестве основного.
Единственный язык, относящийся к индоевропейской семье, возникший на континенте — это африкаанс, один из 11 официальных языков ЮАР. Также общины носителей африкаанс проживают в других странах Южной Африки: Ботсване, Лесото, Свазиленде, Зимбабве, Замбии. После падения режима апартеида в ЮАР язык африкаанс вытесняется другими языками (английским и местными африканскими). Число его носителей и сфера применения снижается.
Самый распространённый язык афразийской языковой макросемьи — арабский — используется в Северной, Западной и Восточной Африке в качестве первого и второго языка. Многие африканские языки (хауса, суахили) включают значительное количество заимствований из арабского (в первую очередь в пласты политической, религиозной лексики, абстрактные понятия).
Австронезийские языки представлены малагасийским языком, на котором разговаривает население Мадагаскара малагасийцы — народ австронезийского происхождения, попавшие сюда предположительно во II—V веках нашей эры.
Для жителей африканского континента характерно владение сразу несколькими языками, которые используются в различных бытовых ситуациях. Так например, представитель небольшой этнической группы, сохраняющей свой собственный язык, может использовать местный язык в семейном кругу и в общении со своими соплеменниками, региональный межэтнический язык (лингала в ДРК, санго в ЦАР, хауса в Нигерии, бамбара в Мали) в общении с представителями других этнических групп, и государственный язык (как правило, европейский) в общении с властями и прочих подобных ситуациях. При этом языковое владение может ограничиваться лишь умением говорить (по данным ЮНЕСКО 38 % взрослого населения в Африке неграмотны, 2/3 из них — женщины).

### Рост населения
| 7-8 детей 6-7 детей 5-6 детей 4-5 детей | 3-4 детей 2-3 детей 1-2 детей 0-1 детей |

Карта медианного возраста (от и до) в разных странах по состоянию на 2018 год. Самое молодое население Земли в основном сосредоточено в странах Африки южнее Сахары

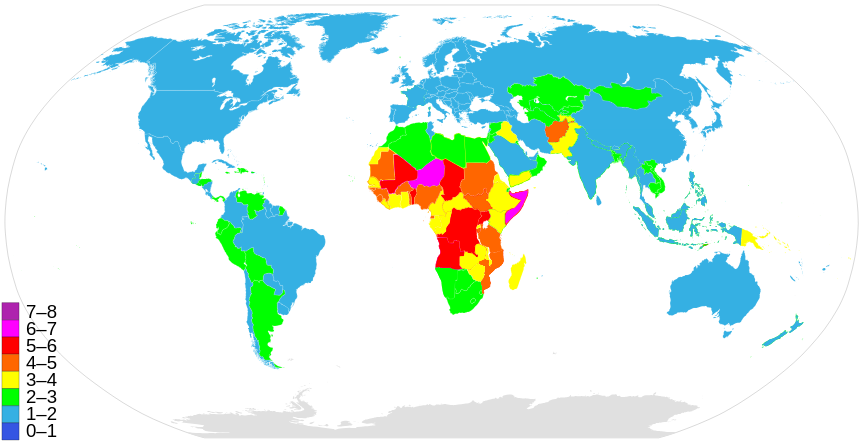
Карта стран мира по суммарному коэффициенту рождаемости по состоянию на 2020 год. Самый высокий на Земле суммарный коэффициент рождаемости наблюдается в основном в странах Африки южнее Сахары.
7-8 детей
6-7 детей
5-6 детей
4-5 детей
3-4 детей
2-3 детей
1-2 детей
0-1 детей

Карта стран мира по темпу роста населения в процентах с учётом рождаемости, смертности, иммиграции и эмиграции в 2018 году. Самый высокий темп роста населения Земли наблюдается в основном в странах Африки южнее Сахары

На фоне глобального демографического процесса старения населения Земли (кроме Африки южнее Сахары) и вызванного им уже в ряде стран, как развитых так и развивающихся, демографического кризиса, Африка стоит особняком. Согласно данным прогноза ООН 2019 года, рост населения Земли почти остановится к концу XXI века, в значительной степени из-за падения мировых показателей рождаемости и старения населения. То, что произойдёт в Африке сейчас и в ближайшие десятилетия, определит, какой размер и структуру будут иметь мировое население в конце XXI века. Вопрос о том, увеличится ли население мира до более чем 10 миллиардов человек, будет зависеть от скорости, с которой развивается Африка, особенно от того, как быстро женщины получают доступ к лучшему образованию, возможности женщин на рынке труда и насколько быстро будут происходить улучшения в области здоровья детей. Африка — единственный регион мира, в котором, по прогнозам, будет наблюдаться значительный прирост населения до конца этого столетия. Ожидается, что в период с 2020 по 2100 год население Африки увеличится с 1,3 млрд до 4,3 млрд человек. Прогнозы показывают, что этот прирост будет достигнут главным образом в странах Африки южнее Сахары, численность населения которых к 2100 году ожидается вырастет более чем в три раза. Прогнозируется, что рост населения Африки будет оставаться сильным в течение всего этого столетия. Это также существенно важно для некоторых конкретных стран: например, в Нигерии (на 2020 год 206 миллионов человек) ООН прогнозирует население 794 млн в конце XXI века. В настоящее время, по данным ООН, общий коэффициент рождаемости в Африке по-прежнему составляет 4,4 ребёнка на женщину. Потребовалось 42 года (с 1972 по 2014 год), чтобы глобальный общий коэффициент рождаемости снизился с 4,5 до 2,5 детей. ООН прогнозирует, что для Африки это займёт больше времени — 56 лет (с 2016 по 2072 год). Есть основания для оптимизма в отношении того, что Африка может развиваться быстрее, чем предполагают прогнозы ООН.
К 2100 году 5 из 10 крупнейших по населению стран мира, по прогнозам, будут в Африке. По прогнозам, на шесть стран будет приходиться более половины прироста населения мира до конца этого столетия, а пять будут находиться в Африке. Ожидается, что население мира вырастет примерно на 3,1 миллиарда человек в период с 2020 по 2100 год. Более половины этого прироста ожидается в Нигерии, Демократической Республике Конго, Танзании, Эфиопии и Анголе, а также в одной не африканской стране (Пакистан). По прогнозам, к 2100 году пять африканских стран войдут в первую десятку стран мира по населению. Прогнозируется, что Нигерия превзойдёт США как третью по величине населения страну в мире в 2047 году. Ожидается, что к 2100 году половина детей, рождённых во всём мире, будут рождены в Африке. Африка перегонит Азию по количеству рождённых детей к 2060 году. Половина всех рождённых детей в мире, как ожидается будет в Африке к 2100 году, по сравнению с тремя из десяти всех рождённых детей мира в 2019 году. Ожидается, что в период с 2020 по 2100 год в Нигерии родится 864 миллиона детей, что является самым большим показателем среди африканских стран. По прогнозам, число рождений в Нигерии к 2070 году превысит число рождений в Китае. Между тем, для примера, согласно прогнозам, к концу этого столетия в Азии родится примерно треть детей мира, по сравнению с примерно половиной сегодня и с 65 % в период 1965-70 годов.

### Рождаемость
В 2019 году во всех странах Африки к югу от Сахары уровень рождаемости (среднее число детей) был выше уровня воспроизводства населения, и на них приходилось 27,1 % от общего числа живорождений в мире. В 2021 году на Африку к югу от Сахары пришлось 29 % от общего числа рождений в мире.
Коэффициент фертильности (среднее количество детей на одну женщину) для стран Африки к югу от Сахары в 2018 году составляет 4,7, что является самым высоким показателем в мире, согласно данным Всемирного банка.

### Религия в Африке
Среди мировых религий преобладают ислам и христианство (наиболее распространены конфессии католицизм, протестантство, в меньшей степени православие, монофизитство). В Восточной Африке также живут буддисты и индуисты (многие из них являются выходцами из Индии). Также в Африке проживают последователи иудаизма и бахаизма. Привнесённые в Африку извне религии встречаются как в чистом виде, так и синкретизированные с местными традиционными религиями. Среди «крупных» традиционных африканских религий можно указать ифа или бвити.

## Общество

### Образование
Традиционное образование в Африке предполагало подготовку детей к африканским реалиям и жизни в африканском обществе. Обучение в доколониальной Африке включало игры, танцы, пение, рисование, церемонии и ритуалы. Обучением занимались старшие; каждый член общества вносил свой вклад в образование ребёнка. Девочки и мальчики обучались отдельно, чтобы усвоить систему надлежащего полоролевого поведения. Апогеем обучения были ритуалы перехода, символизирующие окончание детской жизни и начало взрослой.
С началом колониального периода система образования претерпела изменения в сторону европейского, с тем, чтобы африканцы имели возможность конкурировать с Европой и Америкой. Африка пыталась наладить подготовку собственных специалистов.
Сейчас в отношении образования Африка всё ещё отстаёт от других частей света. В 2000 г. в Чёрной Африке только 58 % детей обучались в школах; это самые низкие показатели в мире. В Африке 40 миллионов детей, половина из которых школьного возраста, которые не получают школьного образования. Две трети из них — девочки.
В постколониальный период власти африканских стран делали бо́льший упор на образование; было учреждено большое количество университетов, хотя денег на их развитие и поддержку было очень мало, а местами прекратилось вообще. Тем не менее, университеты переполнены, что часто вынуждает преподавателей читать лекции посменно, по вечерам и выходным. Из-за низкой оплаты труда наблюдается утечка кадров. Кроме отсутствия необходимого финансирования, другими проблемами африканских университетов являются неурегулированная система степеней, а также несправедливость в системе карьерного продвижения среди преподавательского состава, которое не всегда базируется на профессиональных заслугах. Это часто вызывает протесты и забастовки преподавателей.

### Внутренние конфликты
За Африкой достаточно прочно утвердилась репутация наиболее конфликтного места планеты, причём уровень стабильности со временем здесь не только не повышается, но и имеет тенденцию к понижению. За постколониальный период на континенте было зафиксировано 35 вооружённых конфликтов, в ходе которых погибло около 10 млн человек, большая часть из которых (92 %) — гражданское население. В Африке насчитывается почти 50 % от общемирового количества беженцев (более 7 млн чел.) и 60 % перемещённых лиц (20 млн человек). Многим из них судьба уготовила трагическую участь ежедневной борьбы за существование.

## Культура Африки
В силу исторических причин в культурном отношении Африку можно разделить на две большие области: Северная Африка и Африка южнее Сахары (см. здесь).